# Storia della Repubblica romana (146-31 a.C.)
Per storia della Repubblica romana (146-31 a.C.) si intende il periodo repubblicano di Roma compreso tra la fine della terza guerra punica e la battaglia di Azio.
Qui verranno affrontati i principali aspetti sociali, le prime istituzioni, l'economia del periodo, la prima organizzazione militare, le prime forme di arte, cultura, lo sviluppo urbanistico della città, ecc.

## Accadimenti politici e militari
La Repubblica romana rappresentò il sistema di governo della città di Roma nel periodo compreso tra il 509 a.C. ed il 31 a.C., quando l'urbe fu governata da una oligarchia repubblicana. Nacque a seguito di contrasti interni che portarono alla fine della supremazia della componente etrusca sulla città, ed al parallelo decadere delle istituzioni monarchiche.
Quella della Repubblica rappresentò una fase lunga, complessa e decisiva della storia romana: costituì un periodo di enormi trasformazioni per Roma, che da piccola città stato, quale era alla fine del VI secolo a.C., divenne la capitale di un complesso Stato che governava l'intera Italia antica a sud della pianura padana. In questo periodo si inquadrano le conquiste romane in Italia centro-meridionale, tra la metà del III secolo a.C. e quella del II secolo a.C..

## Società

### Forma di governo (costituzione e politica)
Il periodo in questione si caratterizzò soprattutto per le continue guerre civili romane che poi sfociarono nel principato. Per ben due volte, infatti, il potere si concentrò nelle mani prima di sole tre persone (triumvirato, quale accordo/alleanza politica private, più che come forma istituzionale), e ogni volta sfociò in una nuova guerra civile:
- primo triumvirato (Cesare, Pompeo, Crasso) a cui seguì la guerra civile romana (49-45 a.C.);
- secondo triumvirato (Augusto, Antonio, Lepido), a cui seguì la guerra civile romana (44-31 a.C.).

Aggiungiamo che in seguito alla prima delle guerre civili romane, quella combattuta tra le fazioni principali di Gaio Mario e Lucio Cornelio Silla, Roma si trovò a dover eleggere, non più un dittatore nella sua normale forma istituzionale, bensì un dictator rei publicae constituendae causa et legibus scribundis, senza alcun limite temporale e non più basata su una dictio. Silla tenne questa carica per anni prima di abdicare volontariamente e ritirarsi dalla vita pubblica.
Successivamente Giulio Cesare ripristinò la dittatura rei gerendae causa, quindi la modificò con la durata di un anno completo. Fu nominato dictator rei gerendae causa per un anno completo nel 49 a.C. e poi fu successivamente designato per nove volte consecutive a questa carica annuale, diventando di fatto dittatore per dieci anni. Nel 44 a.C. il Senato votò per nominarlo dictator perpetuus (dittatore perpetuo).
Dopo l'assassinio di Cesare alle Idi di marzo del 44 a.C., il suo collega consolare Marco Antonio fece approvare una lex Antonia che abolì la dittatura e la espulse dalla costituzione repubblicana. La carica fu successivamente offerta ad Augusto, che prudentemente rifiutò ed optò invece per la potestà tribunizia e per l'imperium consolare senza detenere nessuna altra carica che quella di pontifex maximus e di princeps senatus, una disposizione politica che lo lasciò con le funzioni di dittatore senza doverne tenere il discutibile titolo.
Fino al II secolo a.C. la principale divisione politica a Roma era ancora quella tra patrizi e plebei. Nel 123 a.C. la Lex Sempronia, introdotta da Gaio Sempronio Gracco, introduceva tra le due classi una terza, l'Ordo Equestris. La Lex Sempronia stabiliva che i giudici dovessero essere scelti tra i cittadini di censo equestre, e cioè di età tra i trenta e i sessant'anni, essere o essere stato un equites, o comunque avere il denaro per acquistare e mantenere un cavallo, e non essere un senatore. Il termine equites, perciò, dall'iniziale identificazione dei soldati a cavallo, passò prima a indicare chi quel cavallo aveva o aveva la possibilità di acquistarlo e, poi, chi aveva la possibilità di essere eletto come giudice-magistrato.

#### Cariche politiche della Repubblica
- Cursus honorum
- Questore (30 anni)
  - Proquestore (31 anni)
- Edile (36 anni)
- Pretore (39 anni)
  - Propretore (40 anni)
- Console (42 anni)
  - Proconsole (43 anni)
- Censore

- Tribuno della plebe
  - Tribuno Consolare
  - Tribuno militare
- Pontefice massimo
- Dittatore
  - Maestro della cavalleria
- Princeps Senatus
  - Duumviri
- Triumviri
  - Decemviri
- Vigintisexviri
- Tribuno erario

### Classi sociali di cittadini romani
Dopo la guerra sociale dell'88 a.C. l'iscrizione alle tribù fu estesa a tutti gli italici. Ma la partecipazione di tutti gli italici alle tribù dette vita ad una frammentazione e dispersione che rese complicato il lavoro dei centuriones, fu così che nel I secolo a.C. le loro funzioni furono trasferite al nuovo istituto del municipium, anche se la tribù non fu abolita, continuando ad avere un ruolo nelle elezioni ad esempio dei concilia plebis tributa e dei comitia tributa.

### Schiavitù nella tarda Repubblica romana

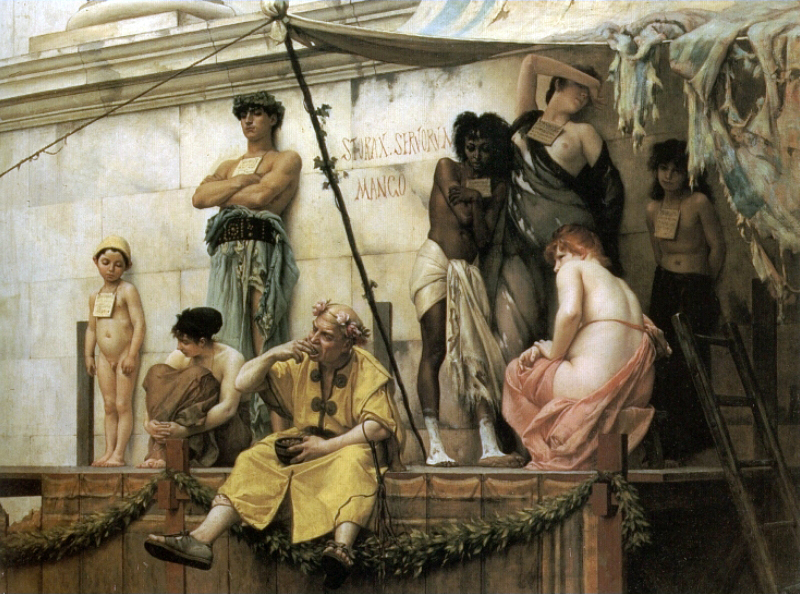
Il mercato degli schiavi nell'antica Roma, di Gustave Boulanger

Il fenomeno della schiavitù nella tarda Repubblica romana, con la conseguente disponibilità di una forza lavoro a basso costo sotto forma di schiavi, fu un elemento importante, anche se a livelli variabili nel tempo, nell'economia della Repubblica romana. Gli schiavi erano ottenuti sia tramite l'acquisto da mercanti stranieri che attraverso la riduzione in schiavitù delle popolazioni straniere a seguito delle conquiste militari. A seguito delle guerre di conquista romane del II e del I secolo a.C., decine se non centinaia di migliaia di schiavi furono introdotti nell'economia romana da differenti zone dell'Europa e del Mediterraneo. Mentre l'uso degli schiavi come servi, artigiani e valletti personali era limitato, un numero enorme era, invece, impiegato nelle miniere e nelle colture agricole della Sicilia e dell'Italia meridionale. Solo una minima parte era quella costituita dagli schiavi provenienti per lo più dalla Grecia o da colonie greche in Italia che riuscivano, grazie alla loro cultura, a raggiungere una posizione sociale abbastanza elevata o a evitare, comunque, una posizione di completa sottomissione.
Le stime degli storici riguardo alla percentuale di schiavi nell'Impero Romano variano molto. Alcuni storici ritengono che circa il 30% della popolazione dell'Impero nel primo secolo sia stata costituita da schiavi. Altri storici, invece, riducono la percentuale al 15%-20% circa della popolazione. In ogni caso tutti hanno evidenziato come l'economia romana dipendesse pesantemente dall'utilizzo degli schiavi, anche se non fu quella romana la civiltà classica più condizionata dallo sfruttamento della schiavitù (questa prerogativa probabilmente appartiene alla civiltà spartana, in cui il numero di iloti - termine spartano per "schiavo" - superava il numero dei cittadini spartani in una proporzione di circa sette a uno (Erodoto; libro IX, cap. 10).

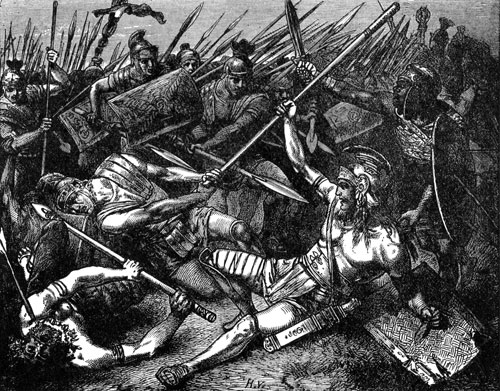
La morte di Spartaco durante la terza guerra servile.

Agli schiavi era perlopiù riservato, durante il periodo repubblicano, un trattamento particolarmente duro: secondo la legge, uno schiavo non era una persona, ma una proprietà privata della quale il padrone poteva abusare, danneggiare o uccidere senza conseguenze legali. L'uccisione di uno schiavo era, tuttavia, un evento abbastanza raro, in quanto si concretizzava nell'eliminazione di forza lavoro produttiva. Esistevano diversi livelli nella condizione di schiavo: la peggiore e più diffusa era quella dei lavoratori nei campi e nelle miniere, soggetti ad una vita di lavoro duro.
L'elevata concentrazione e il trattamento oppressivo della popolazione degli schiavi portò allo scoppio di varie ribellioni. Nel 135 a.C. e nel 104 a.C., scoppiarono rispettivamente la prima e la seconda guerra servile in Sicilia, durante le quali piccole bande di ribelli trovarono decine di migliaia di seguaci che volevano sfuggire alla vita opprimente dello schiavo romano. Sebbene fossero considerate gravi sommosse civili e necessitassero di anni di interventi militari diretti per essere sedate, non furono ritenute delle vere minacce per la Repubblica: si trattava infatti di sommosse provinciali, non ben organizzate, che non minacciarono mai la penisola italiana né tanto meno la città di Roma direttamente. Tutto ciò cambiò in occasione della terza guerra servile.
Gli effetti della terza guerra servile sull'atteggiamento dei Romani verso la schiavitù e sulle relative istituzioni sono più difficili da determinare. Certamente la rivolta aveva scosso il popolo romano, che «a causa della grande paura sembrò iniziare a trattare i propri schiavi meno duramente di prima». I ricchi possessori di latifundia iniziarono a ridurre il numero di schiavi impiegati nell'agricoltura, scegliendo di impiegare come mezzadri alcuni degli ex-piccoli proprietari terrieri spossessati. Più tardi, terminate la conquista della Gallia ad opera di Gaio Giulio Cesare nel 52 a.C. e le altre grandi conquiste territoriali operate dai Romani fino al periodo del regno di Traiano (98-117), si interruppero le guerre di conquista contro nemici esterni, e con esse cessò l'arrivo in massa di schiavi catturati come prigionieri. Si incrementò, al contrario, l'impiego di lavoratori liberi in campo agricolo.
Anche la condizione legale e i diritti degli schiavi romani iniziarono a mutare. Più tardi, durante il regno dell'imperatore Claudio (41-54), fu promulgata una costituzione che considerava omicidio e puniva l'assassinio di uno schiavo anziano o ammalato, e che dava la libertà agli schiavi abbandonati dai loro padroni. Durante il regno di Antonino Pio (138-161), i diritti degli schiavi furono ulteriormente allargati, e i padroni furono ritenuti direttamente responsabili dell'uccisione dei loro schiavi, mentre gli schiavi che dimostravano di essere stati maltrattati potevano forzare legalmente la propria vendita; fu contemporaneamente istituita un'autorità teoricamente indipendente cui gli schiavi si potevano appellare. Sebbene questi cambiamenti legali abbiano avuto luogo molto tempo dopo la rivolta di Spartaco per poterne essere considerati le dirette conseguenze, sono nondimeno la traduzione in legge dei cambiamenti dell'atteggiamento dei Romani nei confronti degli schiavi evolutosi per decenni.

### Continua la romanizzazione del Mediterraneo

Il mondo romano in tarda epoca repubblicana.

Dopo l'annessione di Acaia e Africa proconsolare, la Repubblica mediterranea inglobò in ordine cronologico:
- Asia (Asia): creata nel 133 a.C. dopo la morte di Attalo III di Pergamo, che aveva lasciato in eredità allo stato romano il suo regno, ampliato con i territori ceduti dai Seleucidi dopo la pace di Apamea (188 a.C.).
- Gallia Transalpina (Gallia Transalpina): il territorio da Tolosa alle Alpi fu annesso intorno al 121 a.C. (e al 118 a.C. risale la fondazione della colonia di Narbona e il nuovo nome della provincia come (Gallia) Narbonense ((Gallia) Narbonensis).
- Gallia Cisalpina (Gallia Cisalpina): dopo la progressiva conquista del territorio e deduzione di colonie nel corso del III e II secolo a.C. la costituzione in provincia dovette avvenire poco dopo il conferimento della cittadinanza agli abitanti dell'Italia peninsulare nel 90 a.C. Nel 42 a.C. la provincia fu abolita e i confini settentrionali dell'Italia vennero portati ufficialmente alle Alpi.
- Cirene e Creta (Cyrene et Creta): nel 96 a.C. Tolomeo Apione, figlio di Tolomeo VII, lasciò il proprio regno di Cirenaica in eredità allo stato romano e la costituzione in provincia avvenne nel 74 a.C. Nel 67 a.C. venne annessa anche Creta e sotto Augusto nel 27 a.C. le due province vennero riunite.
- Bitinia e Ponto (Bythinia et Pontus): nel 74 a.C. Nicomede IV lasciò in eredità allo stato romano il proprio regno di Bitinia; dopo la terza guerra mitridatica e la sconfitta del Ponto Pompeo creò la nuova provincia nel 63 a.C.
- Cilicia e Cipro (Cilicia et Cyprus): secondo alcune opinioni la Cilicia era stata già annessa dal 101 a.C.-100 a.C., ma venne creata probabilmente come provincia solo dopo il 67 a.C. da Pompeo. Dal 58 a.C. vi fu annessa anche l'isola Cipro in seguito al discusso testamento di Tolomeo Alessandro (morto nell'88 a.C.). Nel 36 a.C. fu soppressa da Marco Antonio e ricreata dopo la battaglia di Azio del 31 a.C. Le due province furono divise sotto Augusto nel 22 a.C.
- Siria (Syria): deposto l'ultimo sovrano seleucide, Antioco XIII, Pompeo creò la nuova provincia nel 64 a.C..

In seguito con Cesare (58-51 a.C.), le già esistenti province della Gallia Transalpina e Cisalpina erano state riunite sotto il suo comando, e vi si erano aggiunti man mano i territori conquistati della cosiddetta Gallia Comata. Le province galliche furono riorganizzate solo sotto Augusto, tra il 27 e il 16 a.C.
L'Illirico (Illyricum), analogamente alla Macedonia, era stato diviso in tre "repubbliche" formalmente indipendenti nel 168 a.C. La Dalmazia, dopo una serie di lotte condotte a partire dalla metà del II secolo a.C., si era arresa a Cesare nel 46 a.C. Una nuova provincia sarà creata solo nel 27 a.C. da Augusto. Anche la Grecia sarà costituita come provincia separata con la riforma augustea (Acaia).
In Palestina Pompeo mise fine nel 63 a.C. al regno di Giudea degli Asmonei, mentre Ircano II governò come "etnarca" e "sommo sacerdote". Governarono quindi la Giudea Erode Antipatro, Erode il Grande, che riebbe il titolo di re, e i tre figli di quest'ultimo, Erode Archelao, Erode Antipa ed Erode Filippo.
Dopo la battaglia di Tapso (46 a.C.) il regno di Numidia fu suddiviso tra il regno di Mauretania e la nuova provincia dell'Africa Nova, mentre la vecchia provincia d'Africa prese il nome di Africa Vetus. Le due province furono nuovamente riunite sotto Augusto, riprendendo la denominazione ufficiale di "Africa" o anche "Africa Proconsolare". Il regno di Mauretania, lasciato in eredità nel 33 a.C. allo stato romano dal re Bocco II, venne in seguito assegnato nel 25 a.C. al re Giuba II, della famiglia reale numida, e rimase quindi formalmente indipendente fino al 40 d.C..

### Sociie guerra sociale
Quasi 250 anni più tardi dopo i Latini, fu la volta dei popoli italici, i quali già dal tempo dei Gracchi, avanzarono le loro proposte d'estensione dei diritti di cittadinanza romana anche a tutti loro, fino ad allora solo Socii. L'insuccesso di questa proposta portò nel 91 a.C. alla cosiddetta guerra sociale, che una volta terminata (88 a.C.), portò ai popoli italici, a sud degli Appennini, la tanto desiderata condizione di cittadini romani.
Con la concessione della cittadinanza, l'Italia peninsulare divenne ager romanus. Il territorio venne riorganizzato col sistema dei municipia e nelle comunità italiche venne avviato un grande processo di urbanizzazione, che si sviluppò lungo tutto il I secolo a.C., poiché l'esercizio dei diritti civici richiedeva specifiche strutture urbane (foro, tempio alla triade capitolina, luogo di riunione per il senato locale). Tuttavia la cittadinanza romana e il diritto a votare erano limitate dall'obbligo della presenza fisica nel giorno di voto. E per la gente di città lontane, in particolare per le classi meno abbienti, non era certo facile recarsi a Roma per votare nelle assemblee popolari. Così talvolta i candidati pagavano parte delle spese del viaggio per permettere ai loro sostenitori di partecipare al voto. Di fatto, comunque, a beneficiare della cittadinanza furono soprattutto le "borghesie" italiche, che conquistarono anche la possibilità di accedere alle magistrature.

### Regni/popoli clienti di Roma
Per regno o popolo "cliente" si intendeva un regno o un antico popolo, che si trovasse nella condizione di "apparire" ancora indipendente, ma nella "sfera di influenza" e quindi di dipendenza del vicino Impero egemonico. Si trattava di una forma di moderno protettorato, dove il regno o il territorio in questione, era controllato (protetto) da uno più forte (protettore).
I Romani intuirono che il compito di governare e di civilizzare un gran numero di genti contemporaneamente era pressoché impossibile, e che sarebbe risultato più semplice un piano di annessione graduale, lasciando l'organizzazione provvisoria affidata a principi nati e cresciuti nel paese d'origine. Nacque quindi la figura dei re clienti, la cui funzione era quella di promuovere lo sviluppo politico ed economico dei loro regni, favorendone la civilizzazione e l'economia. Così, quando i regni raggiungevano un livello di sviluppo accettabile, essi potevano essere incorporati come nuove province o parti di esse. Le condizioni di stato vassallo-cliente erano, dunque, di natura transitoria.
Un "re cliente", riconosciuto dal Senato romano come amicus populi Romani, di solito non era altro che uno strumento del controllo nelle mani della Repubblica, prima e dell'Impero romano, poi. Ciò non riguardava solo la politica estera e difensiva, dove al re cliente era affidato il compito di assumersi l'onere di garantire lungo i propri confini la sicurezza contro infiltrazioni e pericoli "a bassa intensità", ma anche le questioni interne dinastiche, nell'ambito del sistema di sicurezza imperiale.
Ma i Regni o i popoli clienti, poco potevano fare contro i pericoli "ad alta intensità" (come sostiene Edward Luttwak), come le invasioni su scala provinciale. Potevano dare il loro contributo, rallentando l'avanzata nemica con le proprie e limitate forze, almeno fino al sopraggiungere dell'alleato romano: in altre parole potevano garantire una certa "profondità geografica", ma nulla di più.
Pochi anni più tardi, questa volta in Occidente, quando il popolo alleato e "cliente" dei Romani, i Taurisci, chiesero aiuto contro un'invasione germanica di Cimbri e Teutoni, popolazioni nomade originaria dello Jutland e della Scania, i Romani, sotto il comando del console Gneo Papirio Carbone, non furono però in grado di fermare l'avanzata nemica, risultando sconfitti presso Noreia (nel 113 a.C.). I Germani continuarono a terrorizzare Roma per un altro decennio, fino a quando Gaio Mario non li sconfisse definitivamente ad Aquae Sextiae (nel 102 a.C.) e ai Campi Raudii (nel 101 a.C.).
Nel 96 a.C. Tolomeo Apione appartenente alla dinastia tolemaica, fu l'ultimo sovrano ellenico della Cirenaica, alleata da tempo dei Romani. Alla propria morte decise di lasciare il suo regno in eredità a Roma. I nuovi territori furono però organizzati in provincia solo nel 74 a.C. con l'arrivo del primo legato di rango pretorio (legatus pro praetore), affiancato da un questore (quaestor pro praetore). Si componeva di cinque città, tutte di origine greca, costituenti la cosiddetta Pentapoli cirenaica, vale a dire: la capitale Cirene con il suo porto di Apollonia (oggi Marsa Susa), Teuchira-Arsinoe, Euesperide-Berenice (Bengasi) e Barce-Tolemaide (Al Marj).

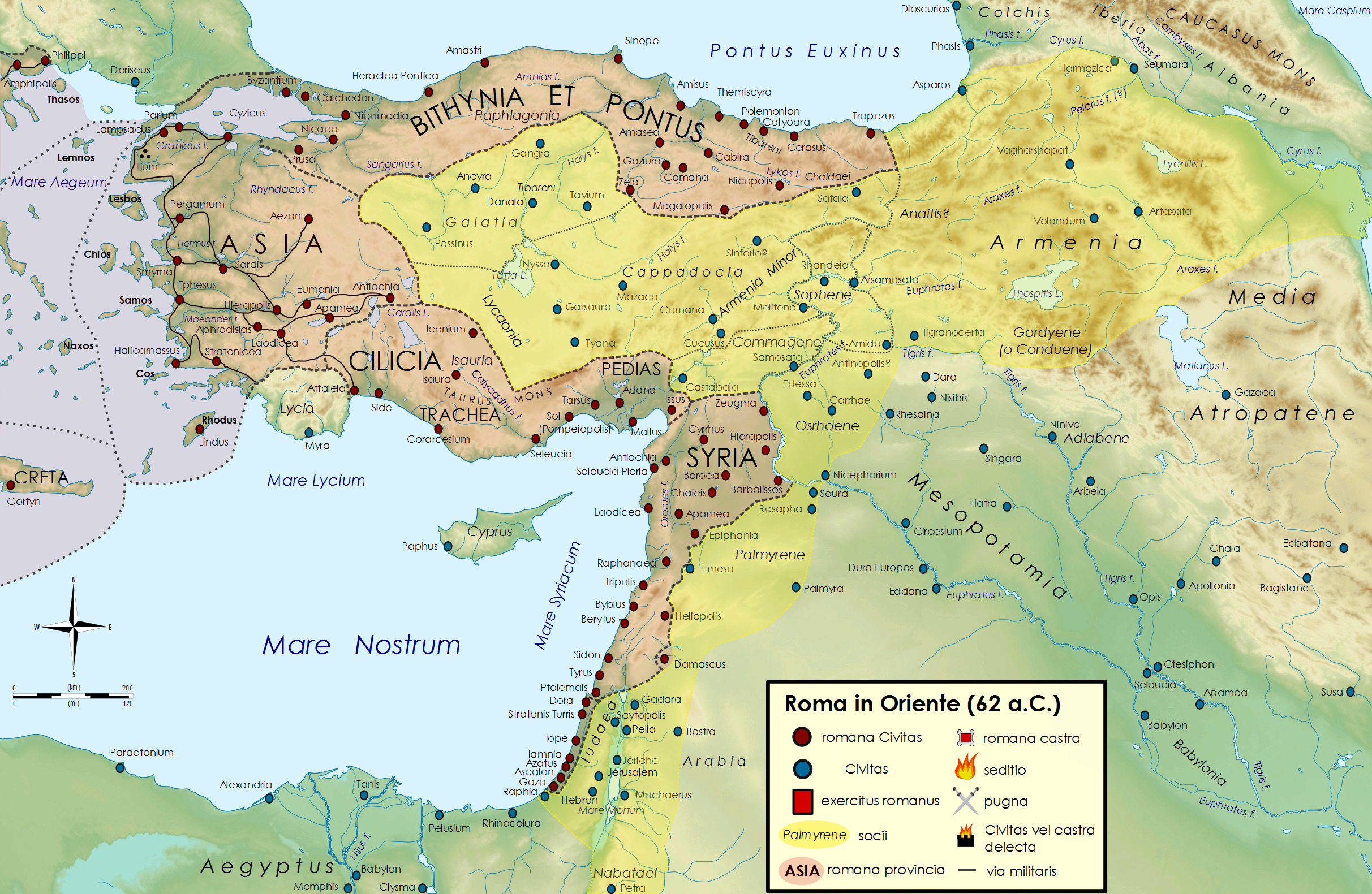
I domini romani orientali (in rosa) ed i regni clienti (in giallo), alleati di Roma nel 63 a.C., al termine delle guerre mitridatiche di Gneo Pompeo Magno.

Durante il periodo del suo massimo splendore, dal 95 a.C. al 66 a.C. il regno d'Armenia aveva il controllo di alcune zone del Caucaso, della odierna Turchia orientale, del Libano e della Siria. Essa finì sotto la sfera d'influenza dei Romani nel 66 a.C., con le campagne di Lucullo e Pompeo. A causa di ciò, il regno d'Armenia fu teatro della contesa tra Roma e l'Impero Partico. I Parti costrinsero il regno d'Armenia alla sottomissione dal 47 a.C. al 37 a.C., quando Roma perse il controllo del regno solo per breve tempo.
Nel 63 a.C. con la fine della terza guerra mitridatica, Gneo Pompeo Magno riorganizzò l'intero Oriente romano e le alleanze che vi gravitavano attorno. A Tigrane II lasciò l'Armenia; a Farnace il Bosforo; ad Ariobarzane la Cappadocia ed alcuni territori limitrofi; ad Antioco di Commagene aggiunse Seleucia e parti della Mesopotamia che aveva conquistato; a Deiotaro, tetrarca della Galazia, aggiunse i territori dell'Armenia Minore, confinanti con la Cappadocia; fece di Attalo il principe di Paflagonia e di Aristarco quello della Colchide; nominò Archelao sacerdote della dea venerata a Comana; ed infine fece di Castore di Phanagoria, un fedele alleato e amico del popolo romano.
Il Regno dei Nabatei dell'Arabia Petrea nel 62 a.C. fu costretto a chiedere la pace a Marco Emilio Scauro, il quale per togliere l'assedio alla loro capitale, Petra, accettò un versamento di 300 talenti. Ottenuta la pace, il re nabateo Aretas conservò per intero i suoi domini, inclusa Damasco, ma divenne vassallo di Roma.
Sul fronte occidentale, nel corso del 58 a.C., il popolo gallico degli Edui (amicus populi romani) avevano inviato ambasciatori a Roma per chiedere aiuto contro lo scomodo vicino germanico. Il Senato decise di intervenire e convinse Ariovisto a sospendere le sue conquiste in Gallia; in cambio gli offrì, su proposta dello stesso Cesare (che era console nel 59 a.C.), il titolo di rex atque amicus populi Romani ("re ed amico del popolo romano"). Ariovisto, però, continuò a molestare i vicini Galli con crescente crudeltà e superbia, tanto da indurli a chiedere un aiuto militare allo stesso Cesare, il quale era l'unico che poteva impedire ad Ariovisto di far attraversare il Reno da una massa ancor maggiore di Germani, e soprattutto poteva difendere tutta la Gallia dalla prepotenza del re germanico.
Cesare riteneva che sarebbe stato pericoloso, in futuro, continuare a permettere ai Germani di passare il Reno ed entrare in Gallia in gran numero. Temeva che, una volta occupata tutta la Gallia, i Germani avrebbero potuto invadere la provincia Narbonese e poi l'Italia stessa, come in passato era avvenuto con l'invasione di Cimbri e Teutoni. Per questi motivi dopo un iniziale periodo di trattative, fu costretto ad affrontarlo in battaglia ed a batterlo, cacciandolo definitivamente dai territori della Gallia. Questo non fu il solo episodio di "clientelismo" in Gallia al tempo della sua conquista (58-50 a.C.).
| Antonio e Cleopatra: denario                                         | Antonio e Cleopatra: denario                                                |
| -------------------------------------------------------------------- | --------------------------------------------------------------------------- |
|                                                                      |                                                                             |
| CLEOPATRAE REGINAE REGVM FILIORVM REGVM, testa con diadema a destra. | ANTONI ARMENIA DEVICTA, testa verso destra e sullo sfondo una tiara armena. |
| 21 mm, 3.45 g, coniato nel 32 a.C.                                   |                                                                             |

Sappiamo, infatti, che inizi del sistema "clientelare" romano in Britannia ebbe inizio sempre con Cesare, il quale, una volta sbarcato per la prima volta nell'isola nel 55 a.C., rimise sul trono dei Trinovanti, Mandubracio, dopo che era stato spodestato da Cassivellauno. Questo gesto valse al proconsole l'aiuto nel corso della seconda invasione cesariana dell'isola l'anno successivo (54 a.C.). Questo sistema fu poi sviluppato nei cento anni successivi, a partire dallo stesso Augusto, ma soprattutto in seguito alla conquista romana della Britannia, voluta nel d.C. dall'imperatore Claudio.
Le campagne di Marco Antonio in Partia furono infatti fallimentari. Non solo non era stato vendicato l'onore di Roma in seguito alla sconfitta subita dal console Marco Licinio Crasso a Carre del 53 a.C., ma le armate romane erano state battute nuovamente in territorio nemico e la stessa Armenia era entrata nella sfera di influenza romana solo per poco tempo.
Ciò che rimaneva erano tutta una serie di regni clienti fedeli a Roma, tra i quali quello di Archelao di Cappadocia (fin dal 36 a.C.), il quale, una volta nominato re di Cappadocia dallo stesso Marco Antonio, onde rimpiazzare Ariarate X di Cappadocia, l'ultimo rappresentante della famiglia reale, a testimonianza della sua riconoscenza, fornì truppe ad Antonio per le sue spedizioni contro i Parti.
Nel 38 a.C. il popolo degli Ubi, alleato dei Romani fin dai tempi della conquista della Gallia di Gaio Giulio Cesare, furono in questo caso trasferiti da Marco Vipsanio Agrippa in territorio romano ed inglobati all'interno delle province galliche. Si voleva proteggerli dalle vicine popolazioni germaniche d'oltre Reno, a loro ostili, in quanto amici populi romani, di Usipeti e Tencteri.

## Esercito

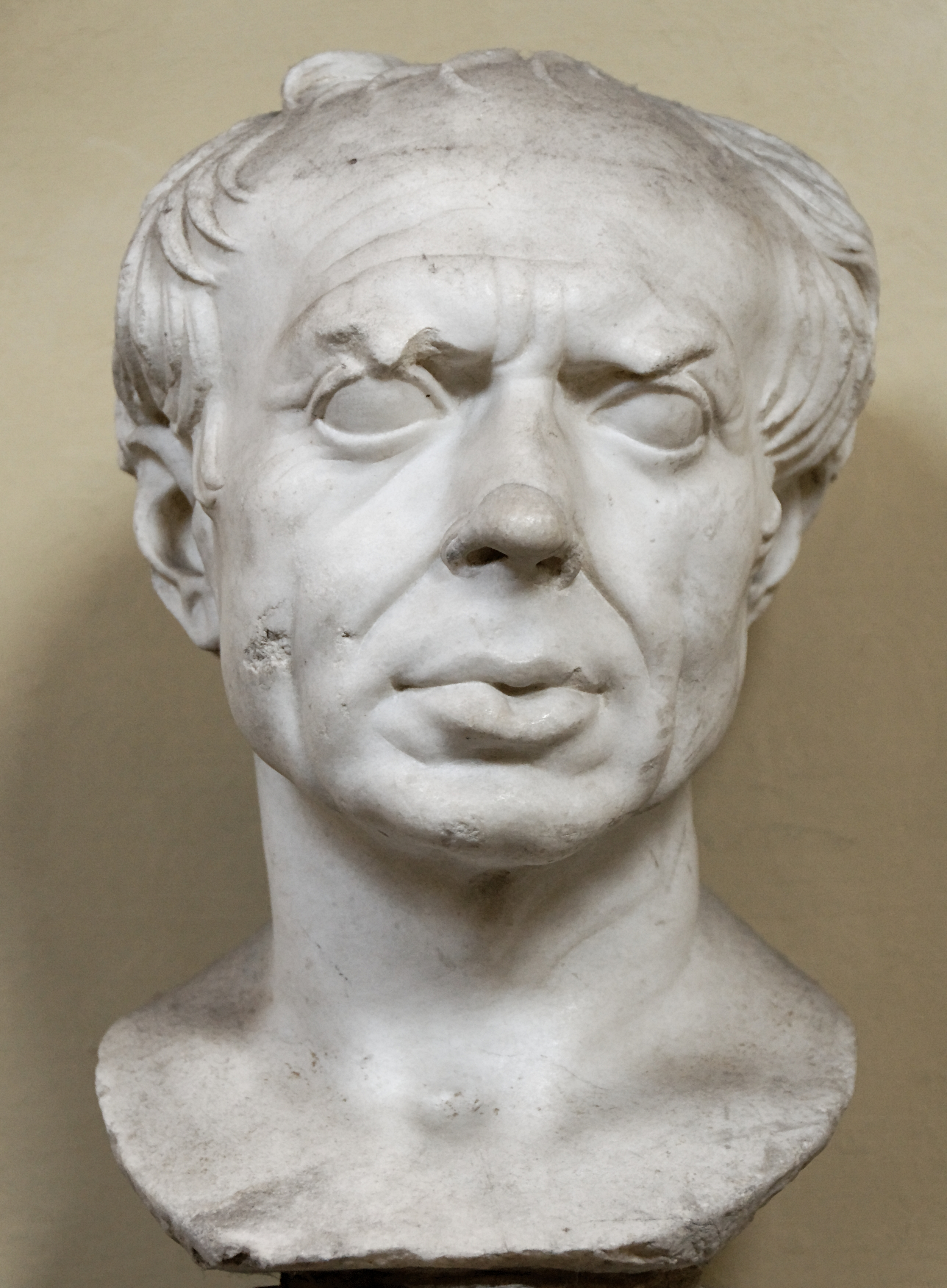
Busto in marmo di Gaio Mario (Museo Chiaramonti).

Verso la fine del II secolo a.C. Roma si era trovata coinvolta in una guerra in Numidia dove, per la mancanza di attrattiva di qualsiasi genere, era quasi impossibile reperire nuove reclute. Da questa premessa il console di quell'anno, Gaio Mario, decise di aprire le legioni a chiunque, che fosse o meno possidente, come ci racconta Sallustio:
(Gaio Sallustio Crispo, Bellum Iugurthinum, LXXXVI.)
In un processo noto come riforma mariana, il console romano Gaio Mario portò avanti un programma di riforme dell'esercito romano. Nel 107-104 a.C., tutti i cittadini potevano accedere all'arruolamento, indipendentemente dal benessere e dalla classe sociale. Questa mossa formalizzava e concludeva un processo, sviluppatosi per secoli, di graduale rimozione dei requisiti patrimoniali per l'accesso al servizio militare. La distinzione tra hastati, principes e triarii, che già era andata assottigliandosi, era ufficialmente rimossa, e fu creata quella che, nell'immaginario popolare, è la fanteria legionaria, che formava una forza omogenea di fanteria pesante. I suoi componenti erano reclutati da stirpi di cittadini; a questa epoca, la cittadinanza romana o latina era stata territorialmente estesa ben al di fuori dell'Italia antica e della gallia cisalpina. La fanteria leggera di cittadini, come i velites e gli equites, furono sostituite dalle auxilia, le truppe ausiliarie dell'esercito romano che potevano consistere anche di mercenari stranieri. A causa della concentrazione delle legioni di cittadini in una forza di fanteria pesante le armate romane dipendevano dall'affiancamento di cavalleria ausiliaria di supporto. Per necessità tattica, le legioni erano quasi sempre accompagnate da un numero eguale o superiore di truppe ausiliarie più leggere, che erano reclutate fra i non cittadini dei territori sottomessi all'Impero. Un'eccezione conosciuta, durante questo periodo, di legioni formate da province senza cittadinanza, fu la legione arruolata nella provincia di Galazia.
Il servizio attivo permanente subiva così un importante cambiamento nel 107 a.C. La Repubblica romana fu costretta ad assumersi l'onere di equipaggiare e rifornire le truppe legionarie, permettendo a tutti, compresi i nullatenenti, di arruolarsi. L'età minima per i volontari (non più costretti a prestare il servizio di leva) era ora stabilita a 17 anni, quella massima a 46. Il servizio durava invece fino ad un massimo di 16 anni. Si trattava della prima forma di un esercito di professionisti dove era abolita la coscrizione per censo, mentre i soldati veterani, che dall'esercito traevano quotidiano sostentamento (vitto e alloggio, oltre all'equipaggiamento), ottennero una pensione sotto forma di assegnazioni di terre nelle colonie e, più tardi, anche della cittadinanza romana. A loro Mario e poi i successivi comandanti concedevano anche di dividere il bottino razziato nel corso delle campagne militari.
L'organizzazione interna subiva inoltre un cambiamento fondamentale: il manipolo perse ogni funzione tattica in battaglia e fu sostituito in modo parmanente da 10 coorti (sull'esempio di ciò che era già stato anticipato da Scipione l'Africano un secolo prima), erano ora numerate da I a X. Ogni coorte era formata da tre manipoli oppure da sei centurie, composte a loro volta da un centurione, un optio, un signifer, un cornicen (che si alternava con un tubicen nello stesso manipolo, ma dell'altra coorte) e 60 legionari, per un totale di 64 armati a centuria, ovvero 384 a coorte. La legione contava così 3.840 fanti. Furono poi eliminate le divisioni precedenti tra Hastati, Principes e Triarii, ora tutti equipaggiati con il pilum (non più l'hasta, che fino ad allora era in dotazione ai Triarii). Era, inoltre, abolita sia la cavalleria legionaria, sia i velites (ovvero la fanteria leggera), che furono però sostituiti con speciali corpi di truppe ausiliarie o alleate, a supporto e complemento della nuova unità legionaria.
Durante il consolato del 104 a.C. introdusse, infine, la possibilità per ogni legione di distinguersi dalle altre, assumendo un simbolo proprio (il toro, il cinghiale, il leone, ecc.), per creare maggior attaccamento all'unità di appartenenza e spirito di gruppo, in modo da combattere sia per la paga sia per la patria.

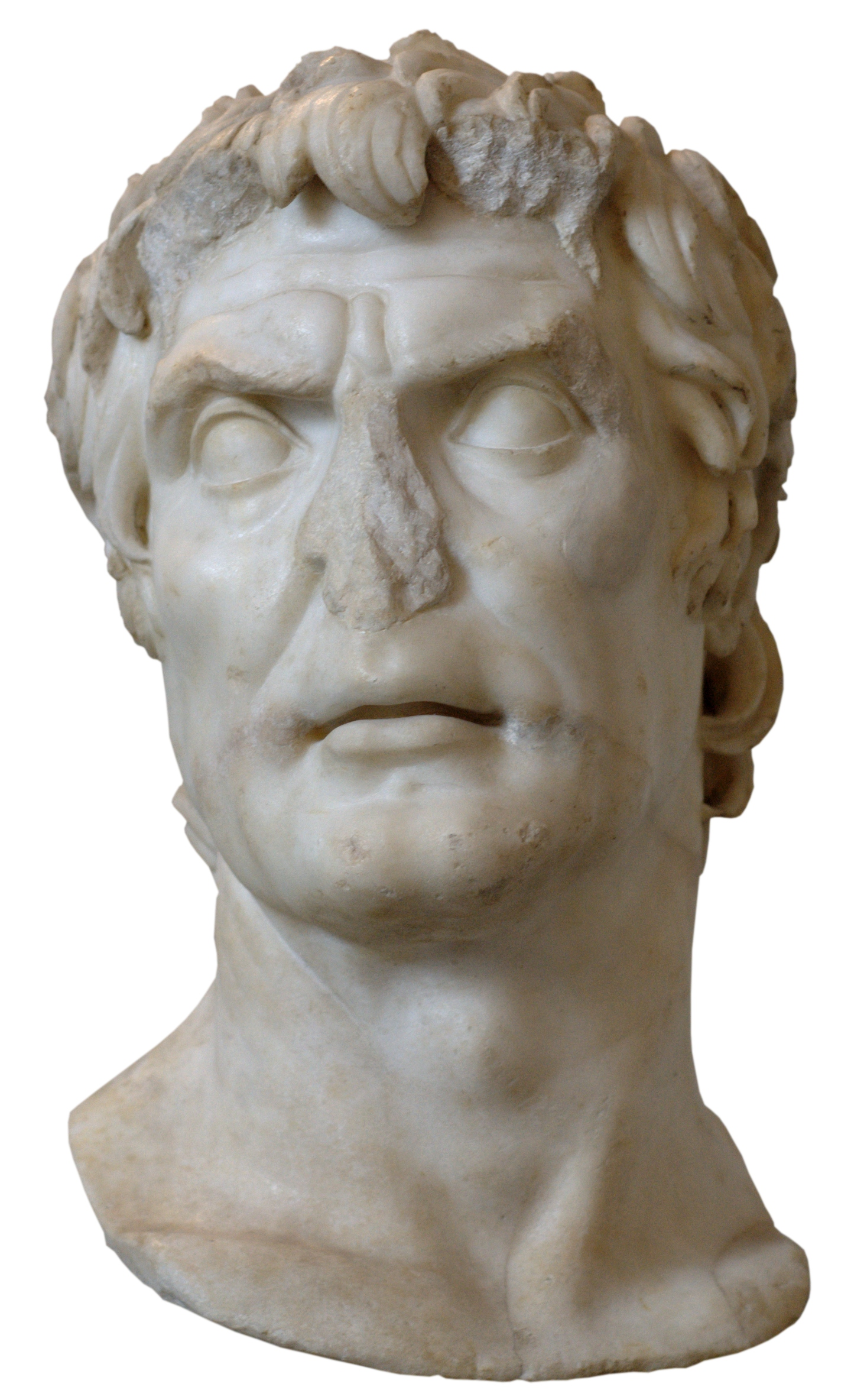
Busto di Lucio Cornelio Silla.

Sembra invece che si debba ascrivere a Lucio Cornelio Silla un'importante innovazione tattica utilizzata poi nei secoli successivi, vale a dire l'introduzione della "riserva" sul campo di battaglia. Questa unità, utilizzabile in caso di estrema necessità, fu creata per la prima volta nel corso della battaglia di Cheronea dell'86 a.C. Lo storico Giovanni Brizzi ricorda, infatti, che l'ala sinistra dello schieramento romano, comandato da Lucio Licinio Murena, fu salvato grazie all'intervento di questa "riserva" tattica comandata dai legati Quinto Ortensio Ortalo e Galba.
Gaio Giulio Cesare è considerato da molti autori moderni e contemporanei del suo tempo il più grande genio militare della storia romana. Egli riuscì a stabilire con i suoi soldati un rapporto tale di stima e devozione appassionata, da poter risanare la disciplina senza inutili durezze.
Cesare non tolse nel corso della conquista della Gallia ai suoi soldati la possibilità di far bottino, ma il legionario doveva aver ben chiaro l'obiettivo finale della campagna, e le sue azioni non dovevano condizionare i piani operativi del comandante. Conscio della miseria dei suoi soldati, Cesare, di sua iniziativa, nel 51-50 a.C. raddoppiò la paga passandola da 5 a 10 assi al giorno (pari a 225 denarii annui), tanto che la paga del legionario rimase invariata fino al periodo dell'imperatore Domiziano (81-96).
Egli, contrariamente a quanto avevano fatto molti dei suoi predecessori che fornivano alle truppe donativi occasionali, reputò fosse necessario dare continuità al servizio che i militari fornivano, istituendo per il congedo il diritto ad un premio in terre, secondo l'uso che fino ad allora era stato a totale discrezione del solo comandante.
Creò un cursus honorum per il centurionato, che si basasse sui meriti del singolo individuo: a seguito di gesti di particolare eroismo, alcuni legionari erano promossi ai primi ordines, dove al vertice si trovava il primus pilus di legione. Ma poteva anche avvenire che un primus pilus venisse promosso a tribunum militum. Il merito permetteva così, anche ai militari di umili origini, di poter accedere all'ordine equestre. Si andava indebolendo, pertanto, la discriminazione tra ufficiali e sottufficiali, e si rafforzava lo spirito di gruppo e la professionalità delle unità.
Cesare arruolò i suoi legionari nel corso degli otto anni di guerra gallica, sia tra i transpadani che abitavano a nord del Po (e godevano di diritto latino), sia tra i cispadani (muniti di cittadinanza romana) a sud del fiume padano e della Gallia cisalpina. Importante fu anche la novità apportata agli inizi del 52 a.C., quando fu costretto ad arruolare una milizia di 22 coorti tra la popolazione nativa della Gallia Narbonense, che in seguito costituì la base della legio V Alaudae.

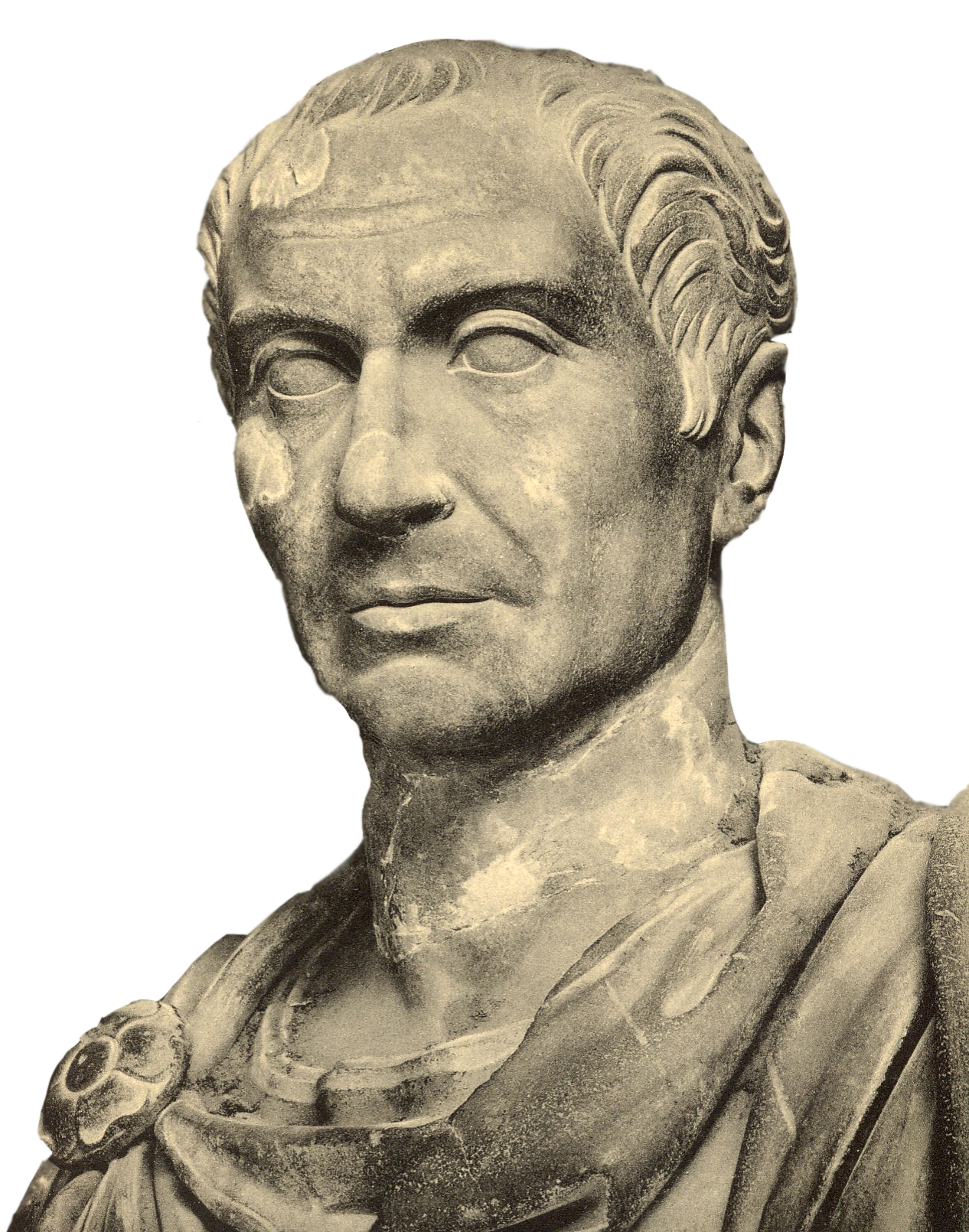
Busto in marmo di Gaio Giulio Cesare.

Nel settore dell'ingegneria militare Cesare apportò innovazioni determinanti, con la realizzazione di opere sorprendenti costruite con grande perizia ed in tempi rapidissimi. Vale la pena ricordare il ponte sul Reno costruito in pochi giorni per ben due volte, o la rampa d'assedio costruita durante l'assedio di Avarico.. Cesare scoprì infine, nel corso della Conquista della Gallia e in particolare durante l'assedio di Alesia, il principio dell'accoppiamento delle fortificazioni, che sarebbe stato utilizzato quasi duecento anni più tardi da Adriano nel corso della costruzione del famoso Vallo in Britannia, tra il fiume Tweed ed il Solway.
Un esempio dell'efficienza della marina da guerra romana accadde nel 56 a.C., quando Cesare organizzò una spedizione punitiva contro i Veneti, una popolazione marittima della Gallia stanziata presso la foce della Loira. A questo scopo requisì alcune navi da carico ai popoli alleati e fece costruire delle galee che equipaggiò con rematori e marinai della Gallia Narbonense. Non sono pervenute descrizione di queste galee, ma è presumibile che si trattasse di triremi, quinqueremi e liburne.
Le triremi erano lunghe circa 40 metri e larghe 5; disponevano di 170 remi, su tre ordini, manovrati ciascuno da un solo uomo. Imbarcavano anche 30 marinai e 120 legionari. Le quinqueremi avevano le stesse dimensioni e, sembra, 160 remi su tre ordini; i rematori erano 270: probabilmente c'erano più uomini per ogni remo. Imbarcavano 30 marinai e 200 legionari.
Le liburne erano navi più piccole, leggere e veloci, armate con 82 remi disposti su due ordini.
I Veneti disponevano invece di imbarcazioni a vele quadre, lunghe da 30 a 40 metri e larghe da 10 a 12, senza remi. Erano molto alte sul livello dell'acqua, per cui gli equipaggi erano protetti dai proietti romani. Durante la battaglia navale svoltasi presso Lorient, che vide la flotta di Cesare combattere contro 220 navi venete, i Romani riuscirono a rimontare lo svantaggio iniziale tagliando le drizze dei loro avversari: le vele di cuoio caddero, immobilizzando così i Veneti e permettendo ai Romani l'abbordaggio.
Un'importante innovazione tattica, nella sua non ortodossa condotta della guerra, si ebbe nel gioco combinato di azioni difensive ed offensive, grazie all'introduzione di una riserva mobile, utilizzata molte volte durante la conquista della Gallia, in particolare durante l'ultimo attacco della coalizione dei Galli durante la battaglia di Alesia, o nella guerra civile, nella battaglia di Farsalo contro Pompeo.
Il costante contatto con il mondo dei Celti e dei Germani indusse Cesare a rivalutare la cavalleria nel corso della conquista della Gallia. Ne fece un impiego crescente negli anni, tanto che le unità di cavalleria acquisirono una loro posizione permanente accanto alla fanteria delle legioni ed a quella ausiliaria. Reclutò tra le sue file soprattutto Galli e Germani a partire dalla fine della guerra gallica, inquadrando queste nuove unità sotto decurioni romani, con grado pari a quello dei centurioni legionari. L'equipaggiamento dei cavalieri era costituito da un sago, una cotta di maglia in ferro, l'elmo e probabilmente uno scudo rotondo. La sella era di tipo gallico, con quattro pomi, ma senza staffe. I cavalli erano probabilmente ferrati come da tradizione gallica. Come armi da offesa portavano il gladio e il pilum, o un'asta più pesante detta contus.
Da questi accorgimenti nacque anche l'importante innovazione tattica delle coorti equitate, costituite da corpi di cavalleria misti a quelli di fanteria, sull'esempio del modo di combattere di molte tribù germaniche, tra cui i Sigambri. Esse furono utilizzate da Cesare con continuità a partire dall'assedio finale di Alesia. In questa unità tattica, dove a ciascun cavaliere era abbinato un uomo a piedi, si combinavano i vantaggi della cavalleria con quelli della fanteria, permettendo a queste due tipologie di armati di completarsi vicendevolmente e proteggersi in modo più efficace.
Egli fu, inoltre, il primo a comprendere che la dislocazione permanente (in forti e fortezze), non più semi-stanziali, di una parte delle forze militari repubblicane (legioni e truppe ausiliarie) doveva costituire la base per un nuovo sistema strategico di difesa globale lungo i confini del mondo romano, in particolare in quelle aree "a rischio". Tale sistema fu, infatti, ripreso ed attuato dal "figlio adottivo", Ottaviano Augusto, che ne potenziò i criteri base, adattandolo al costituendo Impero romano, ed attribuendo le forze armate alle cosiddette province "non pacate" (vedi sotto).

## Economia
A partire dal II secolo a.C. le continue guerre di conquista finirono per tenere il contadino (piccolo proprietario terriero) lontano dalla propria terra per lunghi anni, con il risultato che le piccole aziende agricole, in mancanza del padrone (impegnato nell'esercito), non riuscivano più a rendere come in precedenza e le famiglie non erano più in grado di far fronte al tributum, ovvero alle tasse che i possidenti dovevano pagare allo Stato. La piccola proprietà terriera, inoltre, era messa in crisi anche da altri due elementi: le conquiste avevano rovesciato sul mercato un gran numero di prigionieri di guerra venduti a basso prezzo come schiavi, ovvero manodopera a costo zero rispetto ai braccianti salariati e quindi più conveniente per i ricchi proprietari terrieri; la concorrenza dei prodotti d'oltremare provocava, infine, alla lunga il declino dei redditi agricoli dei piccoli proprietari italici, privi dei capitali necessari per aumentare la produttività e sostenere la competizione. La conseguenza inevitabile di tale situazione era il ricorso all'indebitamento, che spesso si concludeva con la cessione del fondo di proprietà a latifondisti. I contadini ormai espropriati non avevano molte altre opportunità di lavoro: prima della riforma mariana del 107 a.C. e la possibilità di diventare soldato di professione, gli ex piccoli possidenti potevano trovare impiego, se avevano fortuna, come braccianti salariati, altrimenti erano costretti a ingrossare le file del proletariato urbano.
Con l'estendersi del latifondo si passò dalla policoltura a una monocoltura estensiva e speculativa, cioè alla coltivazione su larga scala di un unico prodotto da vendere con profitto sul mercato. Alla coltura del grano si sostituì la coltivazione dell'olivo e della vite e l'allevamento di grandi mandrie di bestiame per soddisfare una crescente richiesta di latticini, carne, lana e pellame. I grandi latifondisti operarono tali scelte perché più redditizie: non richiedevano particolare specializzazione nella manodopera, si prestavano all'uso su larga scala degli schiavi e fornivano prodotti di facile smercio.
La quasi totale scomparsa della piccola proprietà a Roma e in Italia e la gestione dei tributi provenienti dalle province portò a un enorme arricchimento dei ceti già prima abbienti. Alla tradizionale distinzione tra patrizi e plebei subentrò progressivamente la divisione in nobilitas e populus. La nobilitas era costituita dall'insieme dei patrizi e dei plebei ricchi e potenti, ormai affiancatisi in Senato alle antiche famiglie nobiliari nella conduzione dello Stato e nella spartizione di tutte le principali cariche pubbliche. Il maggiore pericolo che correvano le 300 famiglie che controllavano il Senato non proveniva tanto dalle tensioni col populus (basti pensare al fallimento dei tentativi di riforma sociale ed economica dei fratelli Gracchi tra il 133 a.C. ed il 121 a.C.), quanto dall'influenza di personalità di spicco (Mario, Silla, Crasso, Pompeo, Cesare, Marco Antonio), che tentavano di sfruttare il loro prestigio ed il loro ascendente sull'esercito e sul populus per imporre una politica personale: tentativo coronato dal successo di Ottaviano, che dal 31 a.C. diede avvio alla fase imperiale della storia di Roma. Gran parte delle spese opulente dei ricchi, infatti, non erano nei consumi di lusso, ma si trattava di investimenti politici: consoli, magistrati, condottieri e dittatori elargivano al popolo feste e giochi spettacolari, gratifiche straordinarie ai propri legionari e costruivano per il popolo romano fori e teatri in cambio di voti, che permettevano di alimentare ulteriormente la loro "generosità". I voti potevano essere comprati anche direttamente (pare che in certi periodi il prezzo del voto fosse affisso nei termopoli (i bar dell'epoca).
Accanto all'aristocrazia senatoria, nel II secolo a.C. si andò formando, grazie allo sviluppo economico delle città e all'estendersi delle conquiste, un nuovo gruppo sociale, distinto nettamente dalla nobilitas e dal populus: gli equites o cavalieri. Erano coloro che potevano mantenere almeno un cavallo e militare così nella cavalleria, ma il termine passò a designare i ricchi che non appartenevano alla classe senatoria. Dato che ai senatori era tradizionalmente vietato commerciare, furono proprio i cavalieri a diventare imprenditori, appaltatori e mercanti (negotiatores), specializzati in attività produttive di tipo industriale e mercantile, realizzando alla fine profitti enormi, che consentivano loro di acquistare un prestigio e un'influenza enormi. Molti dei loro affari dipendevano da attività svolte per lo Stato: fornivano vestiario, armi e rifornimenti alle legioni; costruivano strade, acquedotti, edifici pubblici; sfruttavano le miniere; prestavano denaro a interesse (argentari) e riscuotevano le imposte e i vectigalia (pubblicani).

## Cultura
È innegabile che l'avvicinamento di Roma alla Grecia con la sua occupazione nel 146 a.C., iniziato già nel III secolo a.C. con la sottomissione dell'intera Magna Grecia, portarono notevoli ripercussioni sugli aspetti istituzionali, culturali e sociali della vita nell'Urbe. Il contesto culturale romano fu fortemente influenzato dalla penetrazione della filosofia pitagorica, presto accettata dalle élite aristocratiche, e dal contatto con la storiografia ellenistica, che modificò profondamente la produzione storiografica romana.

### Urbanistica

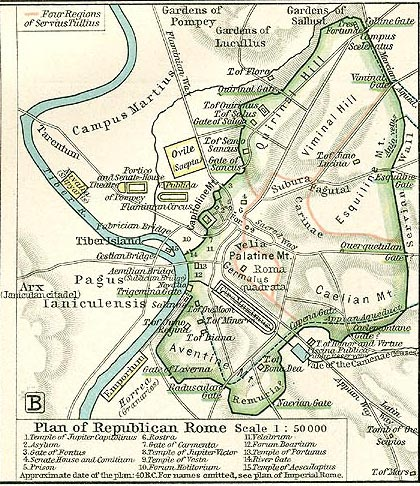
Roma della tarda epoca repubblicana, alla vigilia del periodo imperiale.

Negli ultimi due secoli della Repubblica i personaggi che conquistavano grande prestigio personale e si contendevano il potere iniziarono a sviluppare progetti urbanistici di respiro sempre più ampio, per assicurarsi l'appoggio delle masse popolari, a partire dai grandi portici della zona del Circo Flaminio, al Tabularium di Silla, che tuttora fa da sfondo al Foro Romano verso il Campidoglio, insieme al restauro del tempio capitolino. Pompeo lasciò la sua testimonianza nella città con la costruzione di un grande teatro in muratura. L'aspetto monumentale iniziò a svilupparsi anche in altre zone della città, come il Foro Olitorio e il Foro Aventino. Nel frattempo si svilupparono i grandi quartieri popolari, grazie all'immigrazione anche dalle città italiche, con le insulae, case d'affitto a più piani. Una descrizione di Roma alla vigilia dell'impero si legge in Strabone: accanto a zone ancora libere sorge una serie ininterrotta di edifici pubblici, templi, teatri, portici, terme e un anfiteatro. A ciò va aggiunta la spinta privata all'edilizia, come le domus (le case dei più ricchi), assimilabili ormai alle più lussuose dimore ellenistiche, con il cortile colonnato (peristilio) e decorazioni sempre più sfarzose (pavimenti marmorei, pitture parietali, mosaici, soffitti dorati, ecc.). Resti di abitazioni monumentali del genere sono stati scoperti soprattutto sul Palatino e sull'Esquilino.
Giulio Cesare, secondo quanto ci tramanda Cicerone, aveva in progetto un rinnovo totale dell'aspetto di Roma, con un grandioso piano regolatore che prevedeva interventi in più zone, soprattutto in Campo Marzio e a Trastevere. Era addirittura prevista una deviazione del Tevere, per spianare le anse del Campo Marzio e unirlo con una parte dell'Ager Vaticanus. La sua morte, avvenuta non lontano dal luogo dove oggi si trova il teatro Argentina, non permise la realizzazione di questi progetti, ma fece in tempo a distruggere il Comizio, ricostruire la Curia, sede del Senato, creare una nuova piazza a suo nome, il Foro di Cesare, una basilica e i nuovi rostri, definendo l'aspetto e il nuovo orientamento del Foro repubblicano. Inoltre il Foro di Cesare fece da esempio per i successivi sviluppi dei Fori imperiali.

### Architettura

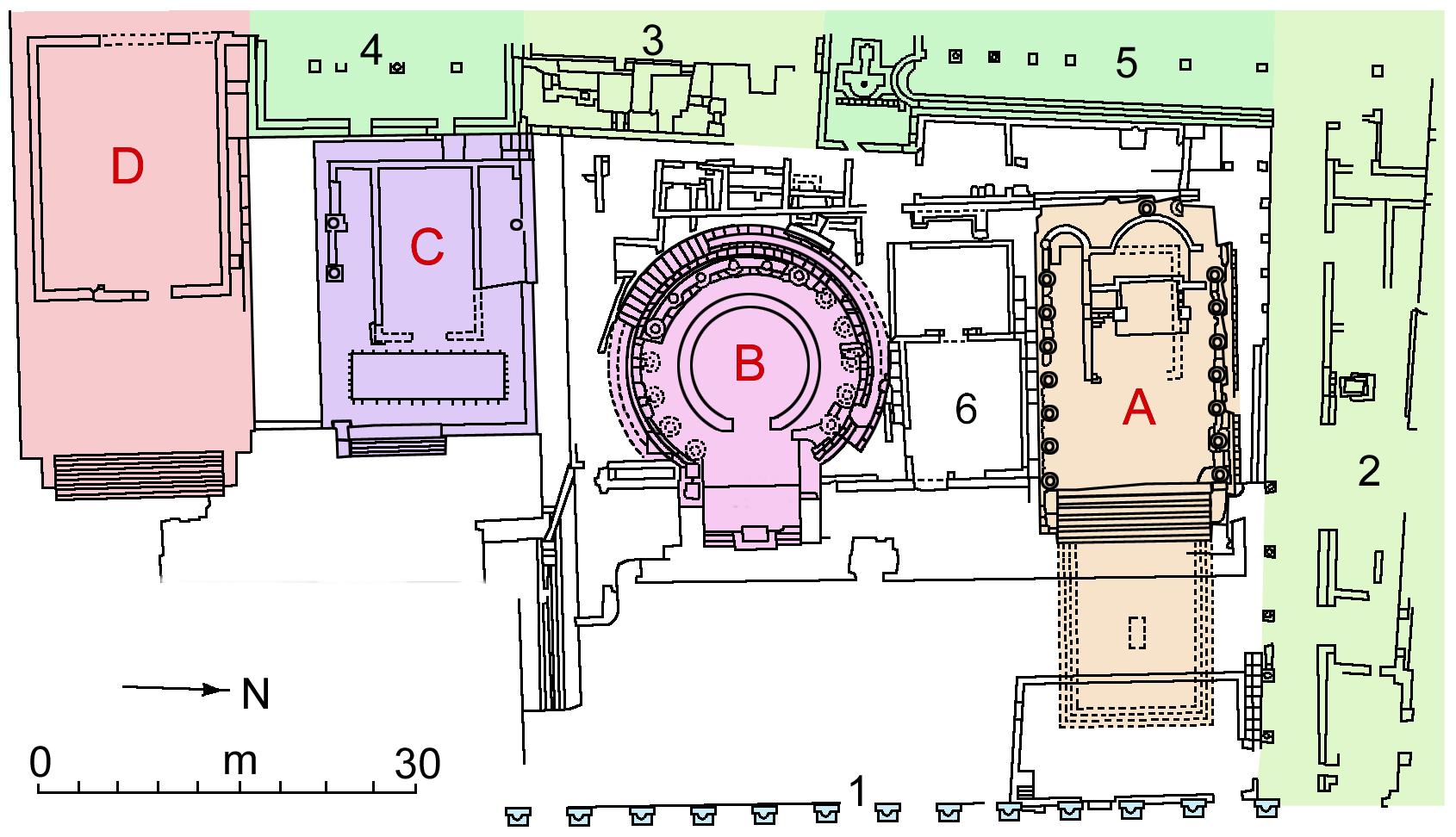
Pianta dell'area sacra di Largo di Torre Argentina. In rosso i templi (A, B, C, D), 1 è la porticus Minucia, 2 è lHecatostylum, 3 è la curia di Pompeo, 4 e 5 sono le latrine di epoca imperiale, 6 sono gli uffici e depositi di epoca imperiale.

Al termine della quarta guerra macedonica (culminata nella distruzione di Corinto), l'architetto ellenico Ermodoro di Salamina, costruì nel 136 a.C. un tempio in Campo Marzio, che conteneva una statua di Marte colossale, opera attribuita a Skopas minore, e una di Afrodite. Tra i resti meglio conservati di quella stagione ci sono i primi due templi costruiti in marmo a Roma: il tempio di Giove Statore (costruito nel 146 a.C.) ed il tempio di Ercole Vincitore nel foro Boario (databile al 120 a.C.). La zona di Largo di Torre Argentina è stata identificata grazie alla presenza della porticus Minucia vetus, edificato nel 106 a.C. da Marco Minucio Rufo per il trionfo sugli Scordisci. La porticus è riconoscibile nei colonnati sul lato nord e est della piazza, che non vennero mai rifatti in epoca imperiale. I resti dei quattro templi sono designati con le lettere A, B, C e D (da quello più a nord a quello più a sud) in quanto non è determinato con certezza a chi fossero dedicati, e sorgono davanti ad una strada pavimentata, ricostruita in epoca imperiale dopo l'incendio dell'80, poco dopo l'ampliamento anche della Porticus Minucia (Frumentaria), che arrivò a inglobare tutta l'area. In ordine di antichità i templi sono: C IV-III secolo a.C.; A III secolo a.C., rifatto nel I secolo a.C.; D inizio del II secolo a.C., rifatto nel I secolo a.C.; B fine II-inizio del I secolo a.C. Una totale trasformazione si ebbe quando il piano del calpestio venne sopraelevato di circa 1,40 m, probabilmente in seguito a un incendio come quello del 111 a.C. In quell'occasione venne creato un pavimento unico di tufo per i tre templi e si procedette forse alla recinzione con un portico colonnato del quale restano tracce sui lati nord e ovest.
Risalirebbe al 144-140 a.C. la costruzione del terzo acquedotto di Roma (Aqua Tepula) ed al 125 a.C. del quarto (Aqua Tepula). Nel 121 a.C. fu aggiunta una nuova basilica, l'basilica Opimia, nel Foro romano, accanto al tempio della Concordia. Doveva il suo nome a Lucio Opimio che ne aveva finanziato la costruzione, così come quella del vicino tempio.

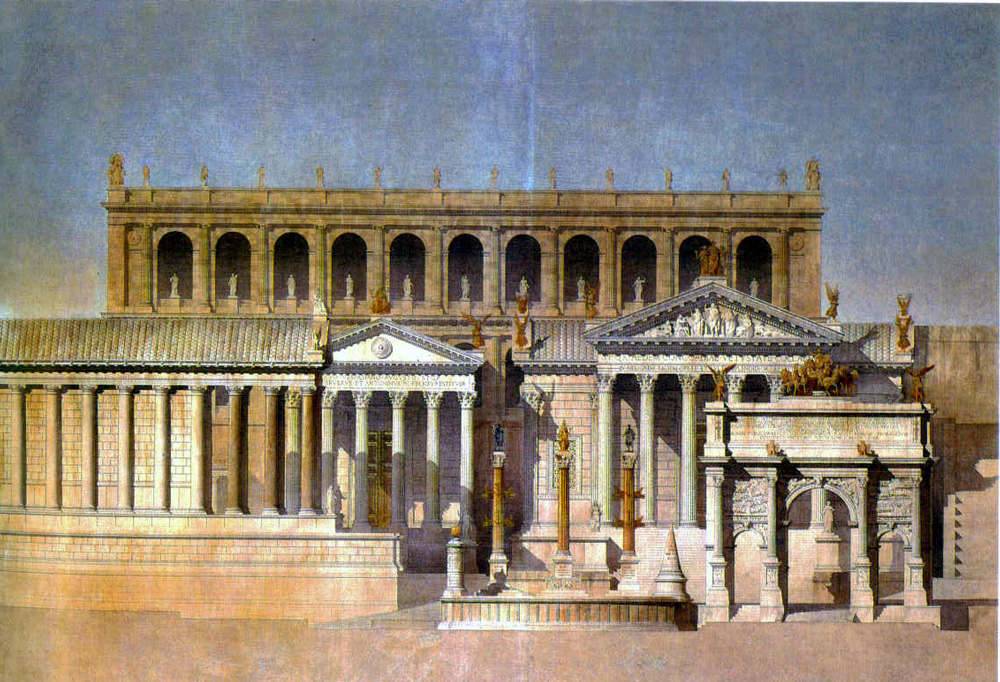
Ricostruzione ideale dell'area del Tabularium (sullo sfondo)

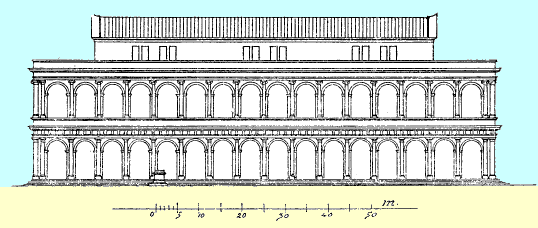
Disegno ricostruttivo della facciata della Basilica Emilia.

Al tempo di Silla le strutture lignee con rivestimento in terracotta di matrice etrusca, o quelle in tufo stuccato lasciarono definitivamente il passo agli edifici in travertino o in altre pietre calcaree, secondo forme desunte dall'architettura ellenistica, ma adattate a un gusto più semplice con forme più modeste. Al tempo di Ermodoro e delle guerre macedoniche erano sorti i primi edifici in marmo a Roma, che non si distinguevano certo per grandiosità. Lucio Licinio Crasso, parente del più famoso Marco Licinio Crasso, era stato poi il primo a usare il marmo anche nella decorazione della propria abitazione privata sul Palatino nel 100 a.C.

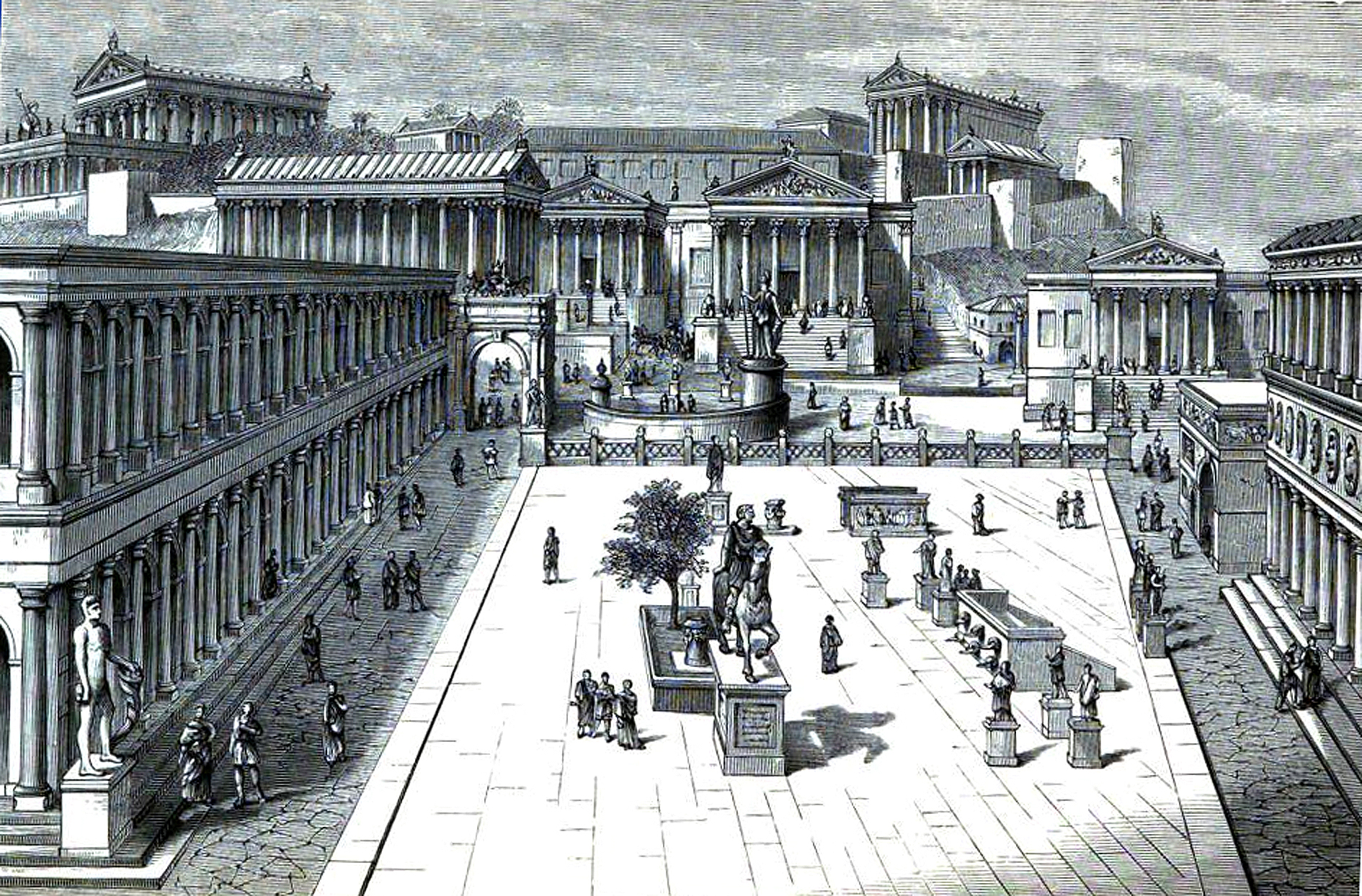
Il Foro romano all'epoca di Gaio Giulio Cesare.

Dopo l'incendio dell'83 a.C. venne ricostruito interamente ed in pietra, il tempio di Giove Capitolino, con colonne marmoree e con un nuovo simulacro crisoelefantino di Giove, forse opera da Apollonio di Nestore. Il tempio era stato, infatti, quasi totalmente distrutto dall'incendio e con esso i Libri sibillini, che vi erano conservati. La ricostruzione in pietra, voluta da Lucio Cornelio Silla, fu affidata a Quinto Lutazio Catulo che la terminò nel 69 a.C., conservando fedelmente la pianta e l'aspetto precedenti: secondo alcune fonti Silla fece prelevare per questa ricostruzione le colonne del tempio di Zeus Olimpico a Atene. Risale al 78 a.C. la costruzione del Tabularium, quinta scenografica del Foro Romano che lo metteva in comunicazione col Campidoglio e fungeva da archivio statale. Vi si usarono semicolonne addossate sui pilastri dai quali partono gli archi, schema usato anche nel santuario di Ercole Vincitore a Tivoli. E sempre a questo periodo risalirebbe la costruzione del tempio di Portuno (80-70 a.C.).
I templi romani sillani sopravvissuti sono piuttosto modesti: tempio di San Nicola in Carcere, tempio B del Largo Argentina.
Al tempo di Gneo Pompeo Magno e Cesare si ebbe la costruzione del teatro di Pompeo (databile agli anni 61-55 a.C.), del sontuoso foro di Cesare con il tempio di Venere Genitrice (dal 54 al 46 a.C.), della Basilica Giulia (in sostituzione della precedente basilica Sempronia) e della nuova Curia (dal 52 al 29 a.C.) nel Foro romano; ma fu solo col restauro del tempio di Apollo Sosiano nel 32 a.C. che Roma ebbe per la prima volta un edificio di culto all'altezza dell'eleganza ellenistica. Nel 33 a.C. Roma fu dotata di un nuovo acquedotto, l'aqua Iulia, fortemente voluto da Ottaviano e la cui direzione dei lavori fu affidata al fedele amico Marco Vipsanio Agrippa.
Una nuova basilica in sostituzione della basilica Fulvia era in corso di costruzione nel 55 a.C. ad opera di Lucio Emilio Lepido Paolo (un altro figlio del console del 78 a.C. Marco Emilio Lepido e fratello del triumviro), ma finanziata da Cesare. Fu inaugurata dal figlio omonimo di Lepido nel 34 a.C. con il nome di Basilica Paulli. Risalirebbero poi al 62 a.C. la costruzione del ponte Fabricio ed al 60 a.C. il ponte Cestio; al 43 a.C. il tempio di Iside al Campo Marzio.
Si deve invece a Lucio Licinio Lucullo la costruzione dell'omonima villa sull'attuale Pincio, a sinistra di Trinità dei Monti, che faceva parte della VII regio augustea. La posizione del complesso ci è stata tramandata con precisione da Frontino: la villa sorgeva nel punto dove l'Acqua Vergine usciva dal condotto sotterraneo, per essere incanalata sulle arcate che attraversavano il Campo Marzio. Del vasto complesso, costruito grazie all'immenso bottino realizzato con la vittoria su Mitridate nel 63 a.C., restano solo pochi resti visibili nei sotterranei del convento del Sacro Cuore; le strutture in opera reticolata e opera mista appartengono alla tarda repubblica. Del complesso esiste anche una mappa di Pirro Ligorio. L'edificio e gli horti occupavano le pendici della collina con una serie di terrazze, collegate da scalinate monumentali.

Principali monumenti del periodo
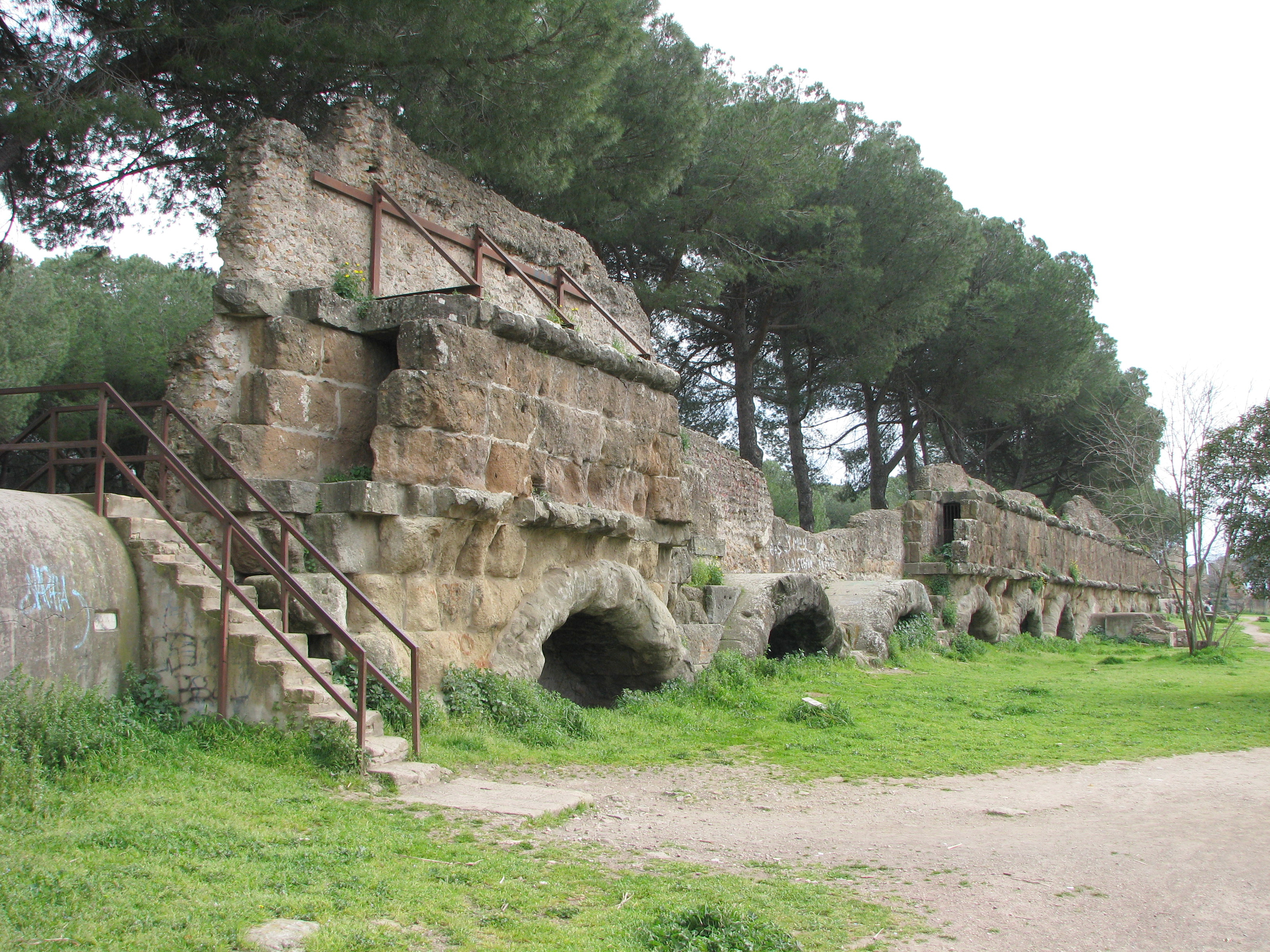
Resti dell'aqua Marcia, terzo acquedotto di Roma, costruito nel 144-140 a.C.
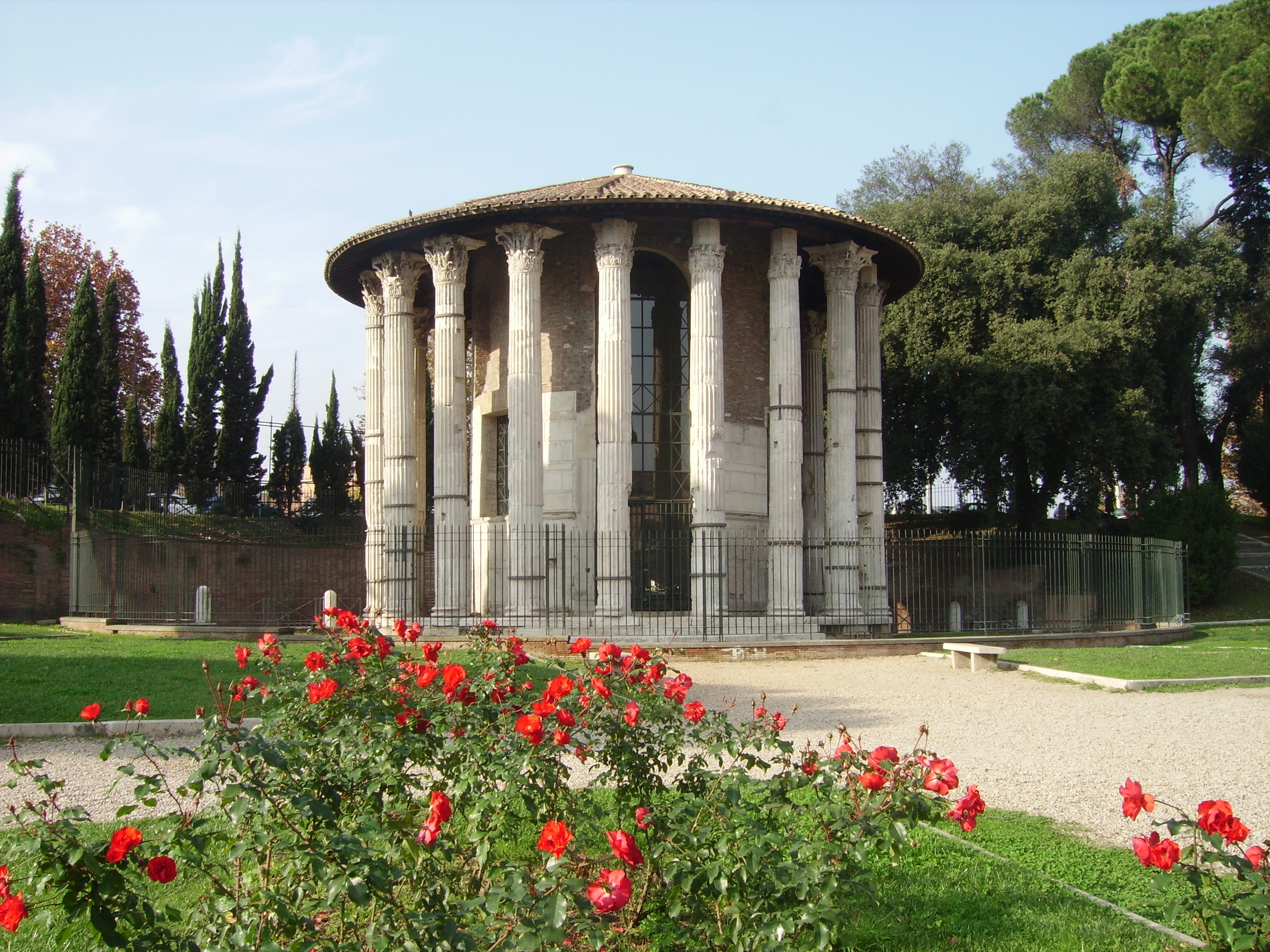
Il tempio di Ercole Vincitore nel foro Boario (il secondo edificio in marmo di Roma e databile al 120 a.C.).
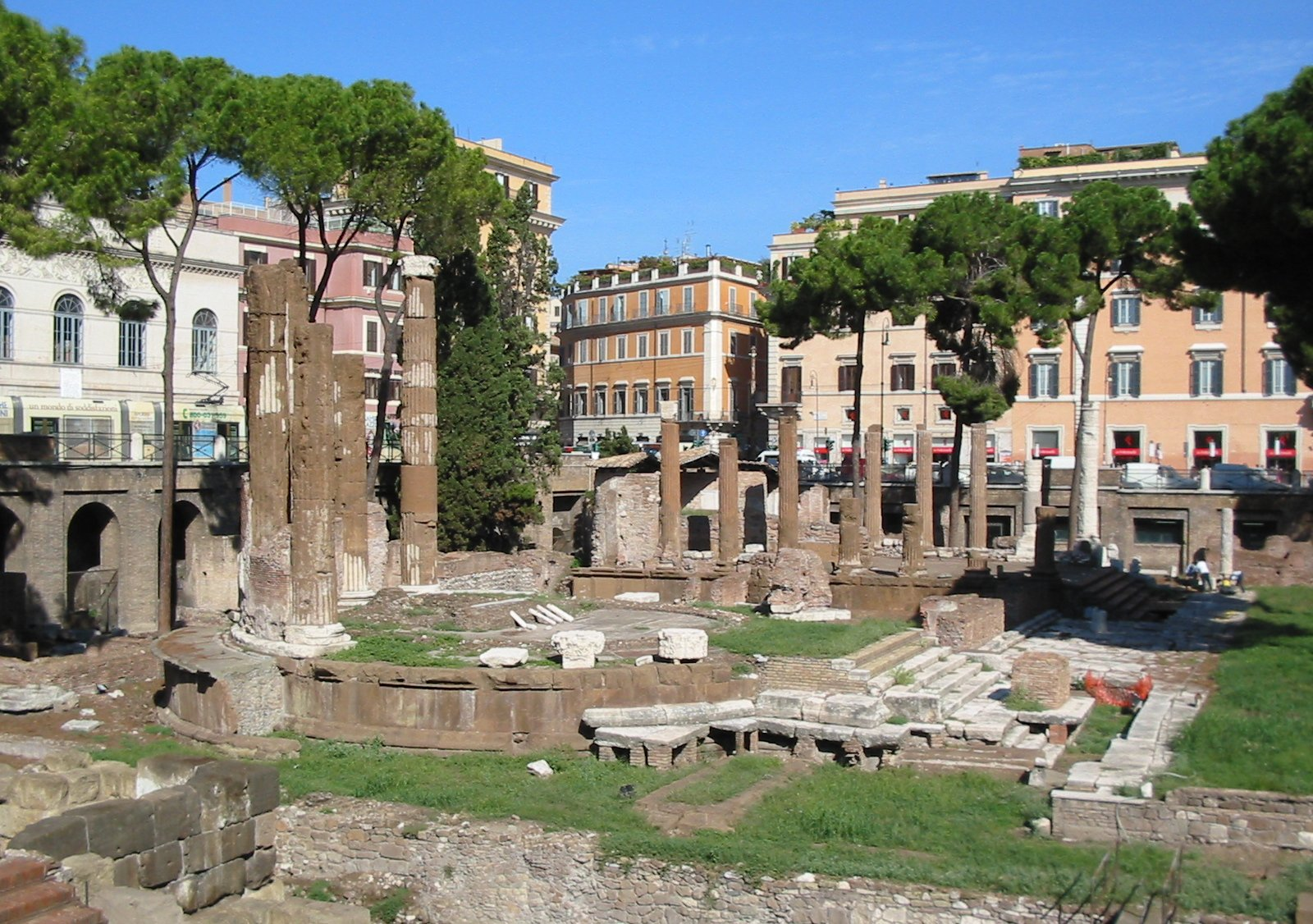
Il tempio B di largo di Torre Argentina (ovvero l'Aedes Fortunae Huiusce Diei, cioè "La Fortuna del Giorno Presente") databile attorno al 101 a.C.
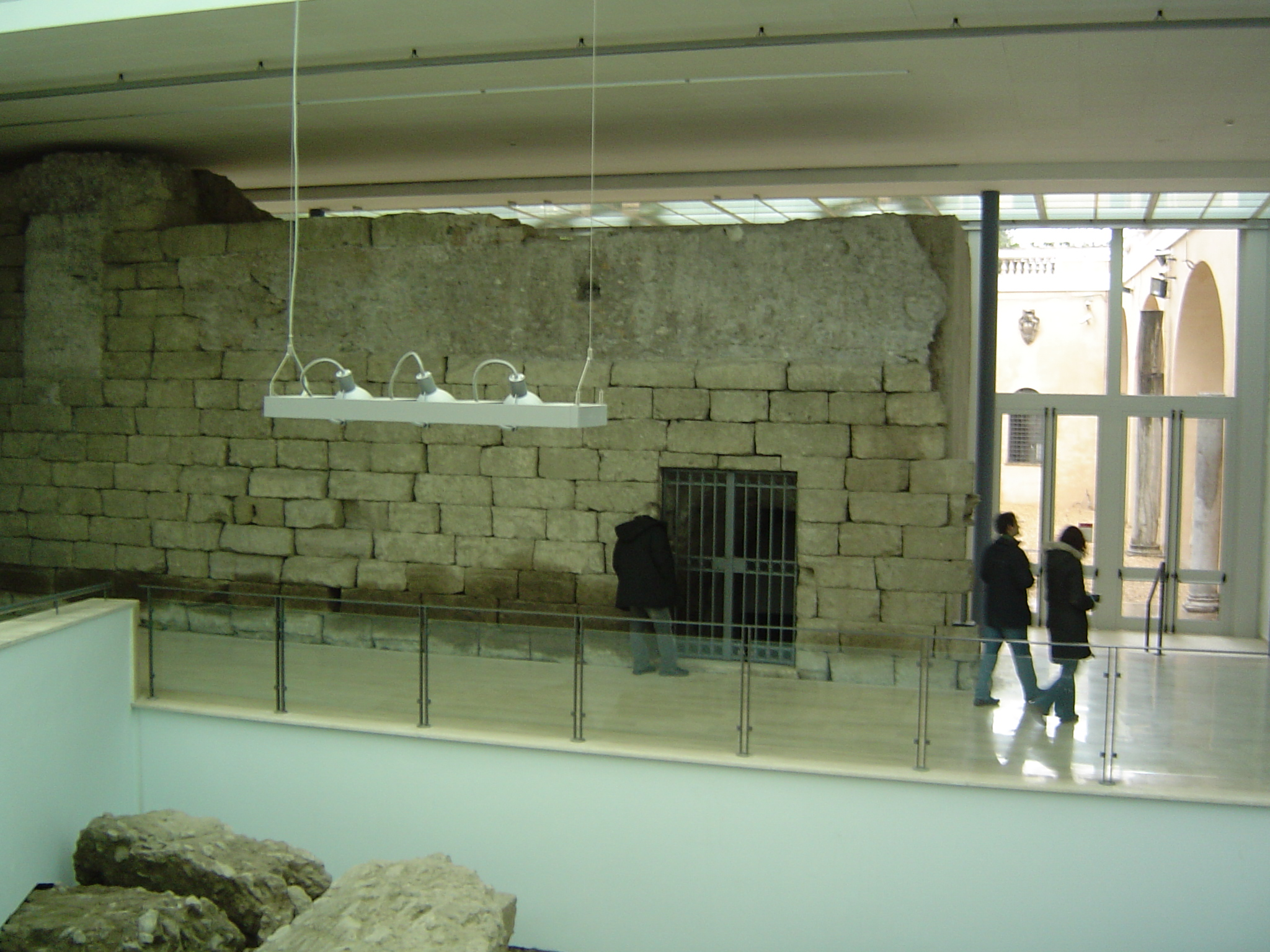
Campidoglio: basamento del Tempio di Giove Ottimo Massimo, fatto ricostruire interamente da Lucio Cornelio Silla a partire dall'83 a.C. e completato nel 69 a.C.
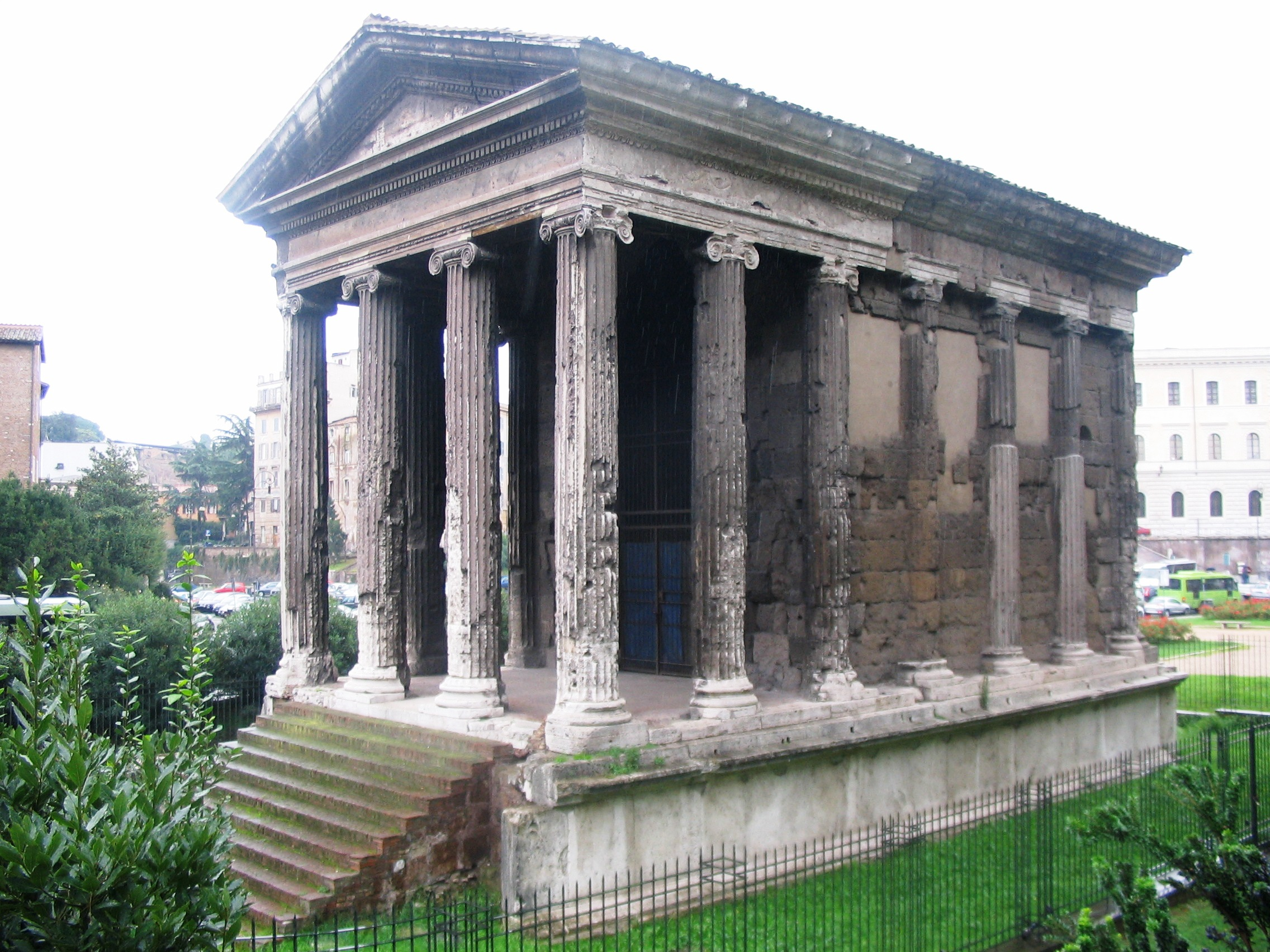
Il tempio di Portuno nel foro Boario, databile agli anni 80-70 a.C.
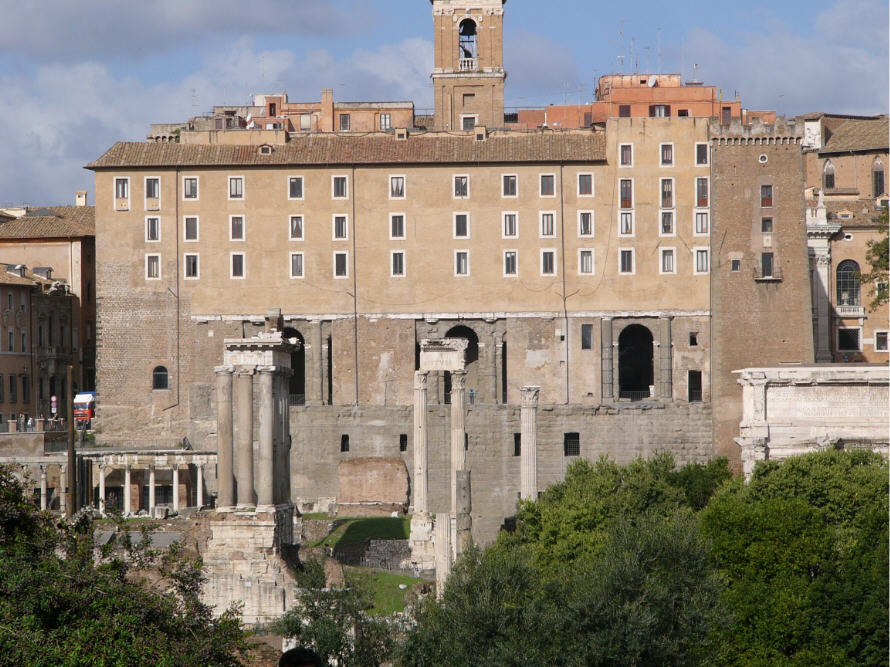
Resti del Tabularium (in secondo piano, sotto il palazzo dei Senatori)
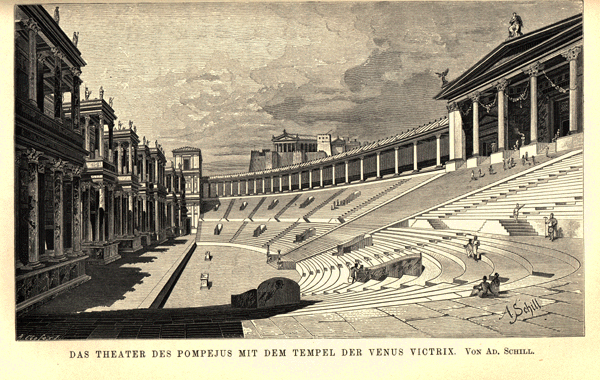
Ricostruzione ideale del teatro di Pompeo (databile agli anni 61-55 a.C.).
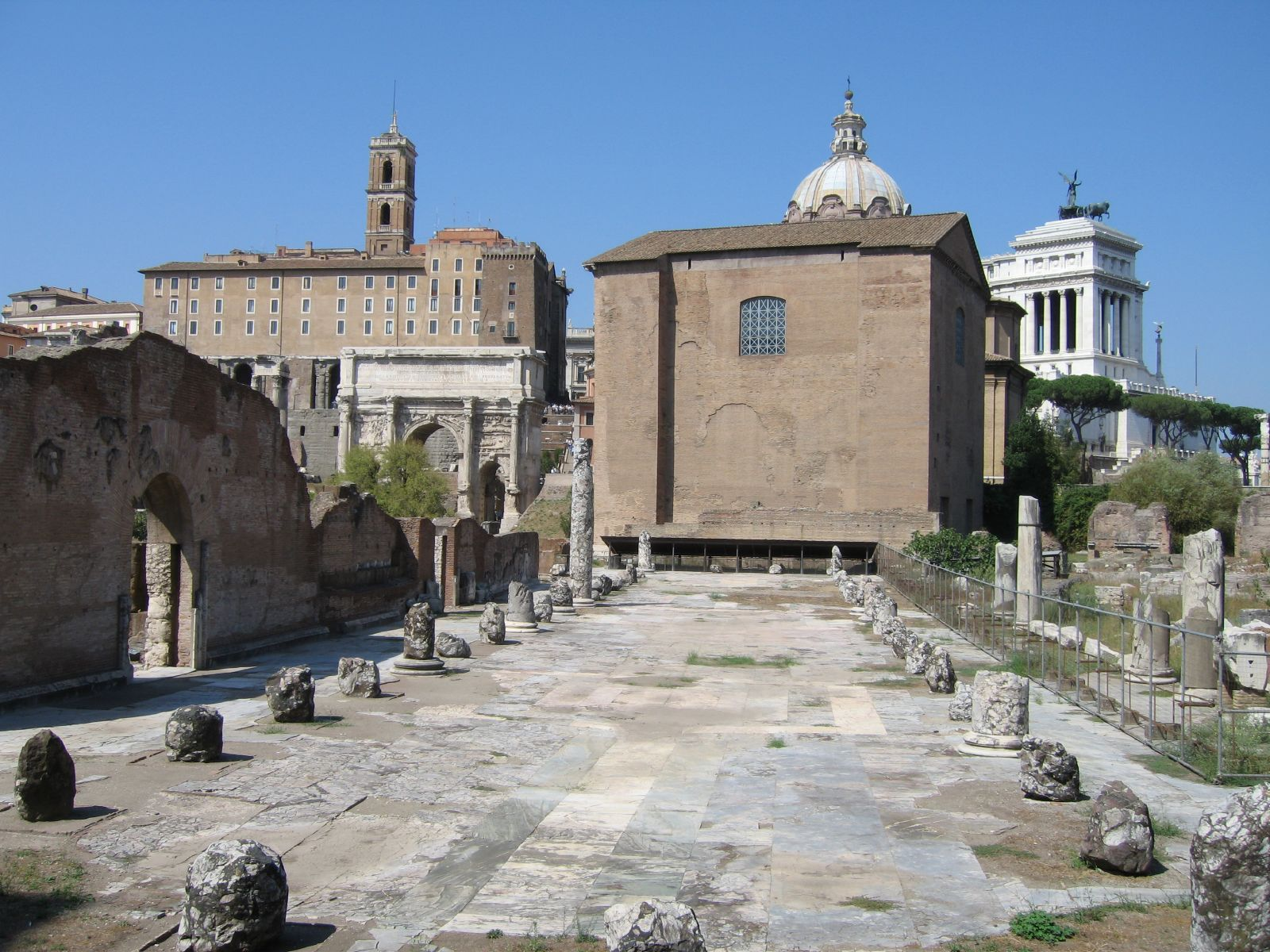
La Basilica Emilia (ricostruita dal 55 a.C. ed inaugurata nel 34 a.C.) e sullo sfondo la Curia.
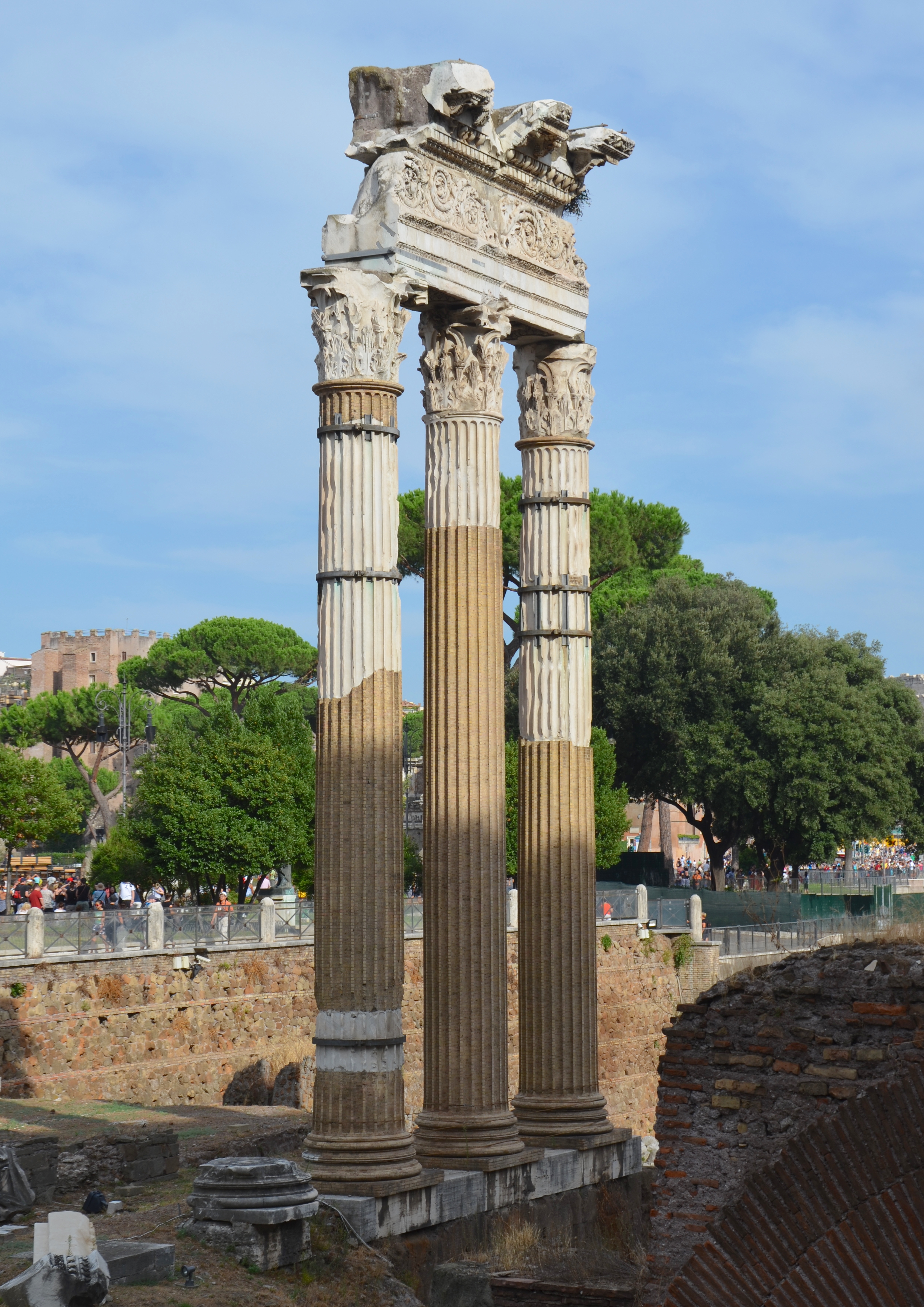
Il Foro di Cesare con il tempio di Venere Genitrice (dal 54 al 46 a.C.).
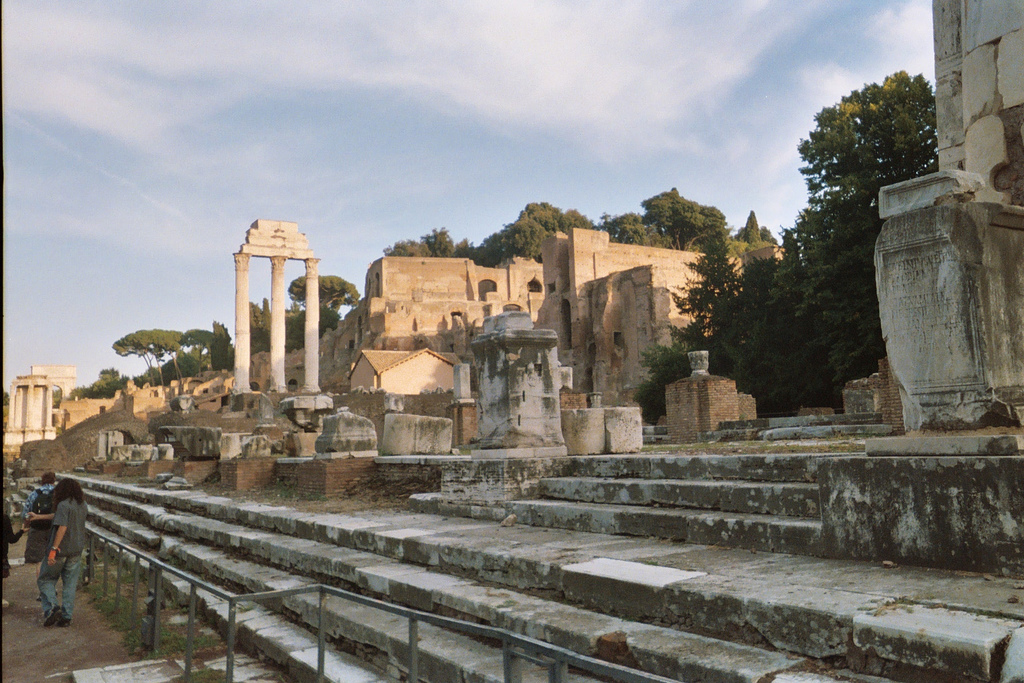
Scalinata della basilica Giulia (dal 54 al 46 a.C.), sullo sfondo il tempio dei Castori.
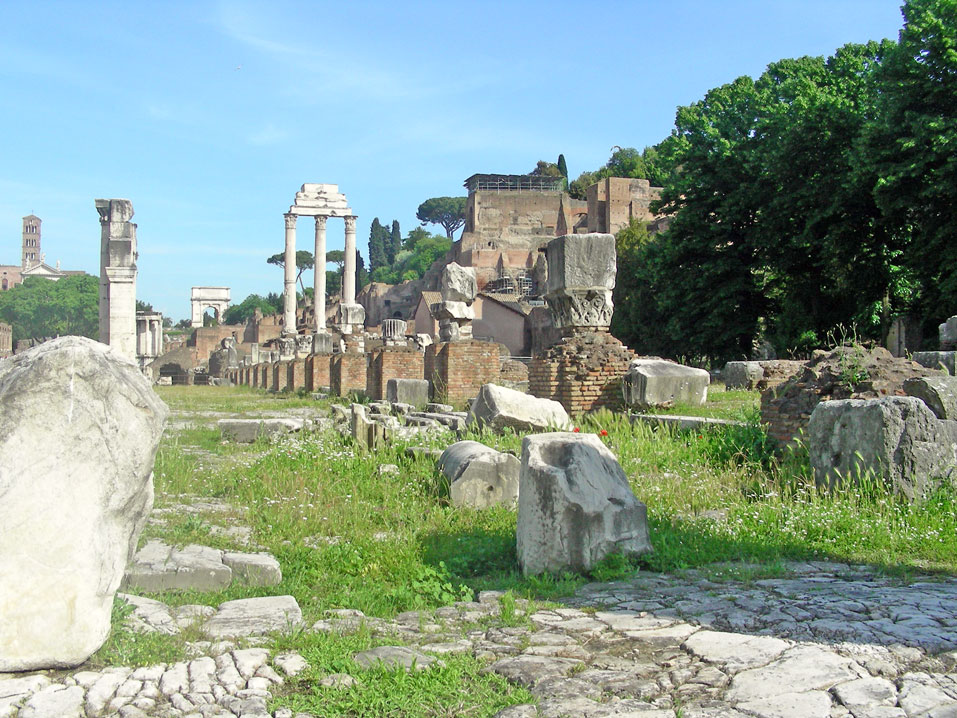
Ancora un'immagine della basilica Giulia nel Foro romano.
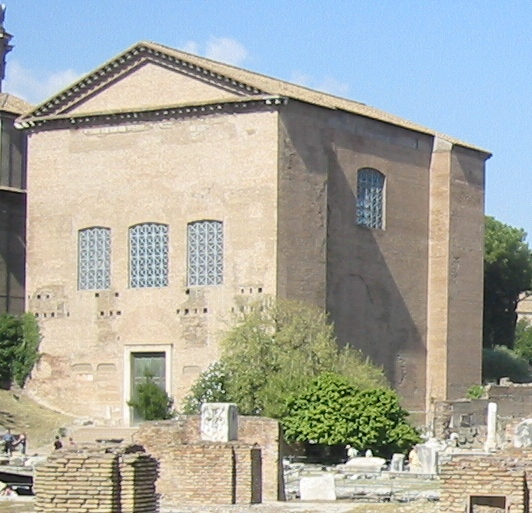
La Curia ricostruita interamente da Cesare e completata da Ottaviano Augusto (dal 52 al 29 a.C.) nel Foro romano.
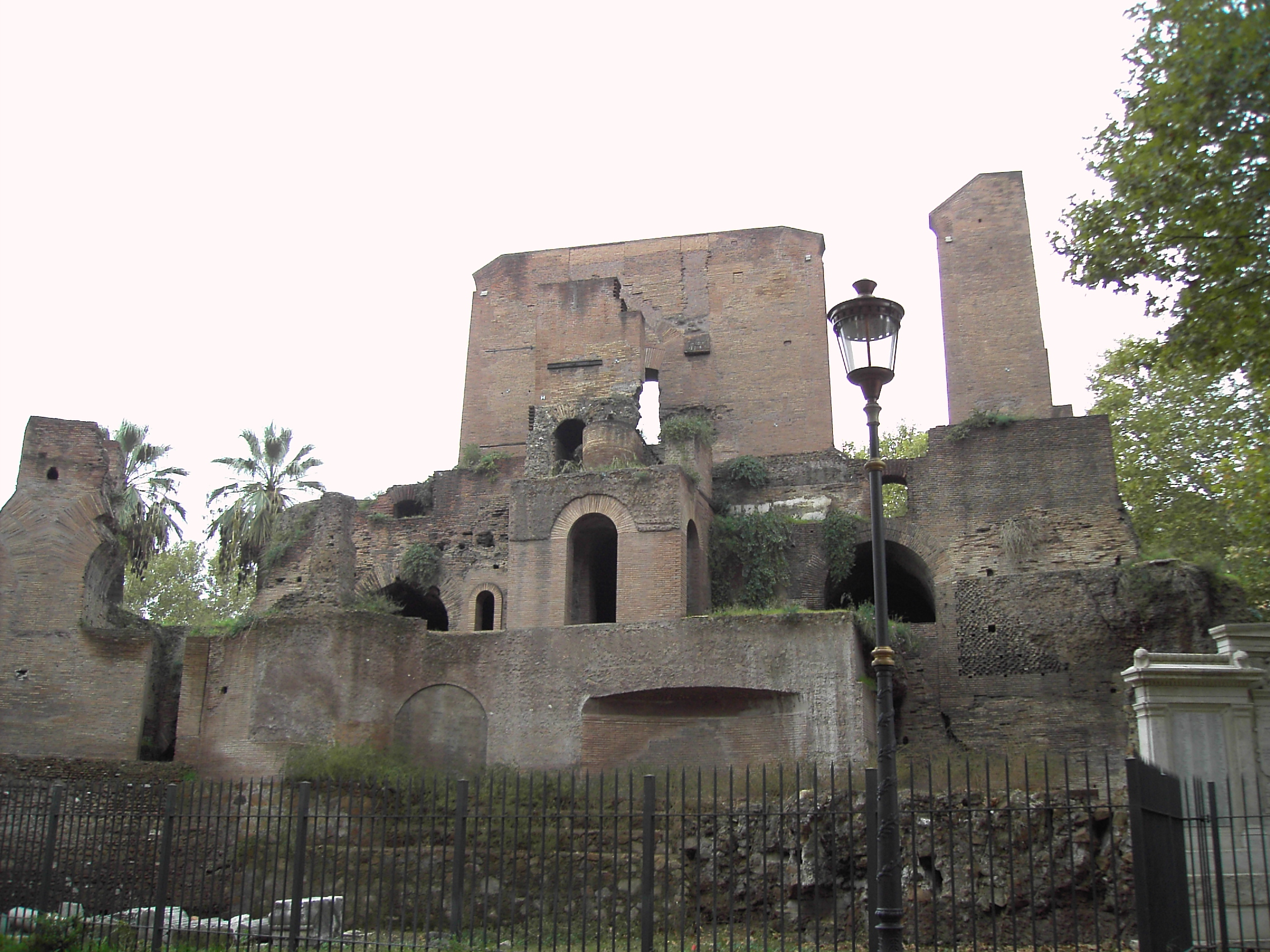
Rovine dell'acquedotto dell'aqua Iulia, il cui inizio della costruzione risalirebbe al 33 a.C.
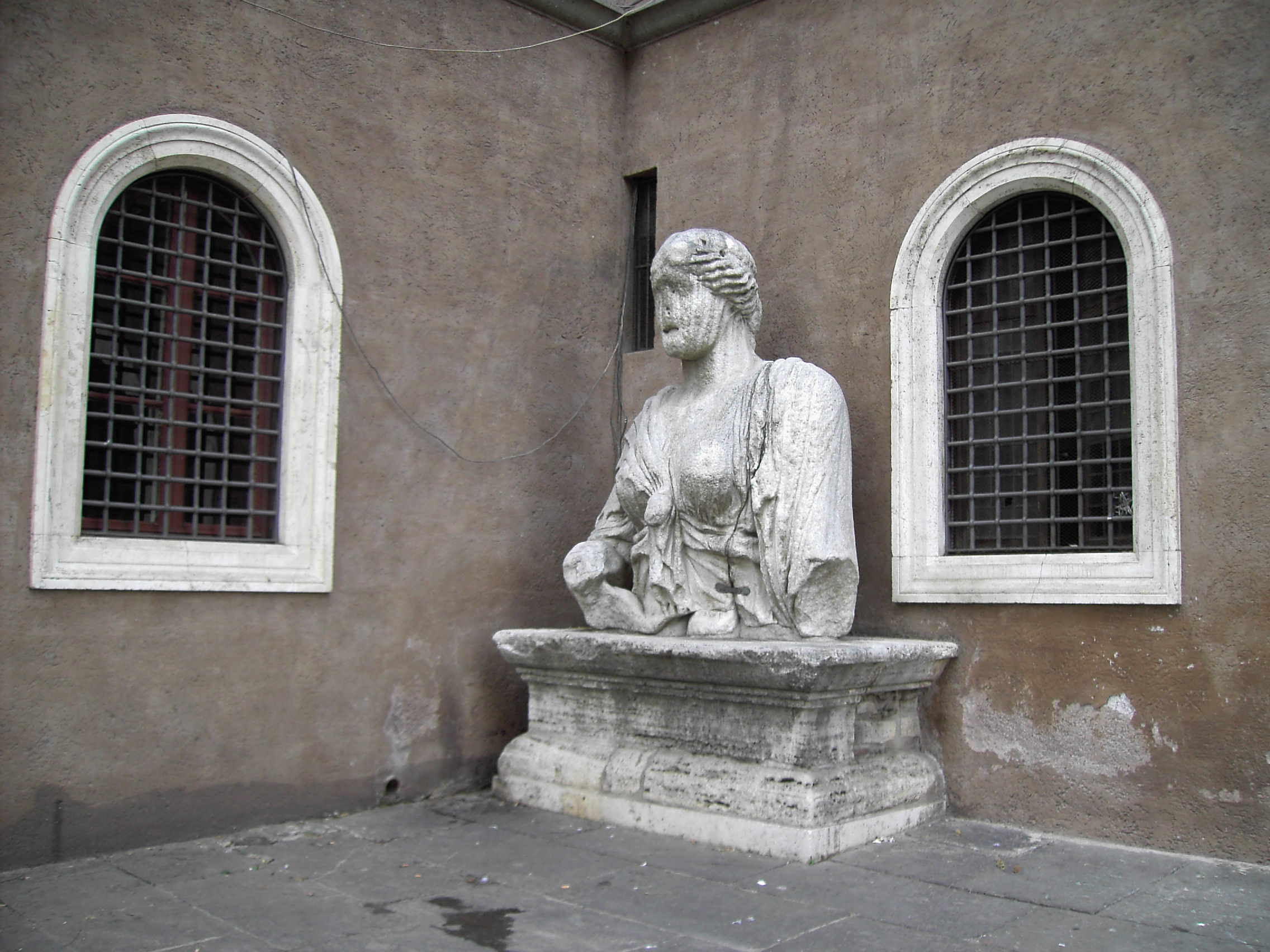
Madama Lucrezia, già Iside Sothis del tempio di Iside al Campo Marzio
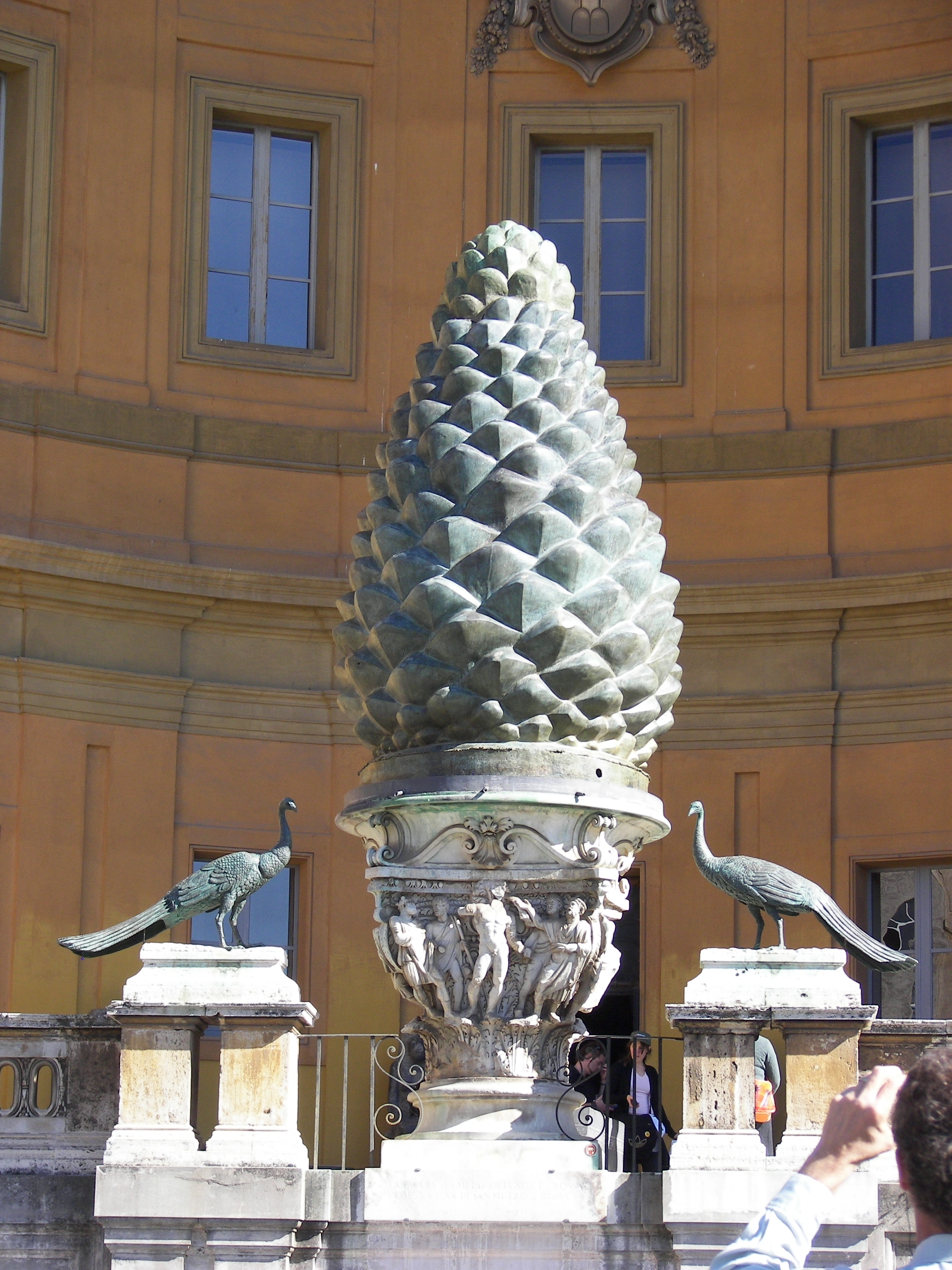
Pignone proveniente dal tempio di Iside al Campo Marzio

### Dall'arte greca a quella romana
Dopo Siracusa le occasioni di importare arte greca furono continue e frequenti: la vittoria contro Filippo V di Macedonia (194 a.C.), la guerra contro Antioco III e la presa di Magnesia in Asia Minore (190 a.C.), la vittoria sullo pseudo Filippo, la presa di Corinto (146 a.C.), che segnò anche l'arrivo a Roma di architetti quali Ermodoro di Salamina e scultore quali quelli della famiglia di Polykles.
L'ammirazione per le opere greche fu vasta, ma la comprensione del valore artistico e storico di tali opere dovette rimanere un raro appannaggio di alcuni aristocratici. Per esempio nel 146 a.C. il console Mummio si stupiva così tanto dell'alta offerta di Attalo II di Pergamo a un'opera di Aristeides messa all'asta dopo il saccheggio di Corinto, da ritirarla dalla vendita sospettando virtù nascoste nel dipinto.
In meno di un secolo nacque a Roma un nutrito gruppo di ricchi collezionisti d'arte. Essi stessi, come testimonia Cicerone nelle Verrine, ebbero un certo pudore nel confessare pubblicamente la loro apprezzamento per l'arte, sapendo di manifestare valori negativi per la società, quali la superiorità dei Greci vinti rispetto alla cultura austera e sofferta dei padri romani. Le polemiche in merito si focalizzarono tra le posizioni contrastanti del circolo degli Scipioni, aperto alle suggestioni culturali elleniche, e il conservatorismo di Catone e i suoi seguaci.
Già dopo la vittoria contro Antioco III la quantità di opere greche a Roma era così consistente che Livio scrisse: "[fu] la fine dei simulacri di legno e di terracotta nei templi di Roma, sostituiti da opere d'arte importate." I primi edifici in marmo bianco di Roma furono due piccole costruzioni, un debutto per certi versi "timido": il tempio di Giove Statore e il tempio di Giunone Regina, racchiusi da un porticato, uno dei quali fu opera proprio di Ermodoro di Salamina, le cui statue di divinità furono scolpiti da scultori provenienti da Delos e da un artista italico, che si ispirò a un modello ellenico del IV secolo a.C. Lo stesso architetto costruì nel 136 a.C. un tempio in Campo Marzio, che conteneva una statua di Marte colossale, opera attribuita a Skopas minore, e una di Afrodite. Tra i resti meglio conservati di quella stagione c'è il tempio di Ercole Vincitore a Roma.
In un secondo momento, quando si era già formata una categoria di collezionisti appassionati, gli originali greci non furono più sufficienti a esaurire la domanda, per cui si avviò un commercio di copie in massa, sia statue che quadri, alle quali vanno aggiunte le opere ispirate a modelli dell'età classica, uscite soprattutto dalle officine neoattiche di Atene.
L'afflusso di opere d'arte di stili differenti in un momento in cui l'arte romana stava per iniziare uno sviluppo indipendente fu alla base del carattere spiccatamente eclettico dei romani: non solo opere diverse accostate, ma anche compresenza di stili molto diversi in una medesima opera, come nell'ara di Domizio Enobarbo, uno dei più antichi bassorilievi di arte ufficiale romana pervenutoci (databile verso il 113 a.C.). In esso convivono la raffigurazione di un thiasos di divinità marine in stile ellenistico e quella di una processione sacra in stile realistico prettamente italico ("romano"). Eclettica fu anche l'Ara Pacis.
In questi anni si vede la nascita di cultura artistica romana chiaramente individuabile, che influenzò decisamente la storia culturale, economica e sociale dell'Occidente. In un certo modo fu naturale che, dopo l'immane afflusso di arte straniera a Roma, proveniente da scuole diverse e riferibili a periodi molto diversi, fosse necessario un certo lasso di tempo per assimilare e iniziare a comprendere queste eredità artistiche. Quando il contatto con l'arte (intesa come la grande tradizione greca) iniziò a divenire un fatto normale e consueto, allora poté iniziare a svilupparsi una nuova civiltà artistica "romana" dai caratteri propri. Inizialmente Roma ebbe i caratteri delle aree periferiche: prese una tradizione di derivazione esterna e la adattò alle proprie esigenze e caratteristiche locali. Ma ciò non riguardò, come al solito, i modelli presi da artisti locali, ma gli stessi artisti stranieri che adattarono la loro produzione alla nuova classe dei committenti romani, con altre esigenze culturali (neoatticismo). Ciò ha come conseguenza che gran parte dell'arte cosiddetta "romana" venne fabbricata da artisti ellenici, non romani e nemmeno italici, i quali non avevano modo di viaggiare all'estero per arricchire le proprie esperienze.
Il primo ventennio della nascita dell'arte romana corrispose alla personalità di Silla al potere, dal 92 a.C. Le innovazioni più notevoli si ebbero in architettura, nella pittura parietale e nella formazione di un gusto veristico nel ritratto.

#### Ritrattistica e scultura

Il ritratto di ignoto di Osimo

L'altro importante traguardo raggiunto dall'arte romana a partire dall'epoca di Silla è il cosiddetto ritratto "veristico", ispirato alla particolare concezione "catoniana" delle virtù dell'uomo patrizio romano: carattere forgiato dalla durezza della vita e della guerra, orgoglio di classe, inflessibilità, ecc.
Il punto di partenza per tale innovazione artistica, che ebbe la migliore fioritura nel decennio 80-70 a.C., fu senza dubbio il ritratto ellenistico fisionomico, non tanto le opere etrusche perché esse furono influenzate da quelle romane e non viceversa (si pensi alla statua dell'Arringatore). Il diverso contesto dei valori nella società romana portò divergere dai modelli alessandrini (e ellenistici in generale) con i volti ridotti a dure maschere, con una resa secca e minuziosa della superficie, che non risparmia i segni del tempo e della vita dura.
Tra gli esempi più significativi del "verismo patrizio" ci sono la testa 535 del Museo Torlonia (replica tiberiana), il velato del Vaticano (replica della prima età augustea), il ritratto di ignoto di Osimo (80-70 a.C.), il busto 329 dell'Albertinum di Dresda, ecc.
Il crudo verismo di queste opere è mitigato in altri esempi (70-50 a.C.) dal plasticismo più ricco e una rappresentazione più organica e meno tetra, con la rigidezza mitigata da un'espressione più serena: è il caso la testa 1332 del museo Nuovo dei Conservatori (databile 60-50 a.C.) o il ritratto di Pompeo alla Ny Carlsberg Glyptotek di Copenaghen. Nonostante la rilevanza solo in ambito urbano e la breve durata temporale, il ritratto romano repubblicano ebbe un riflesso e seguito notevole nel tempo, soprattutto nei monumenti funerari delle classi inferiori che guardavano al patriziato con aspirazione, come i liberti.

#### Pittura

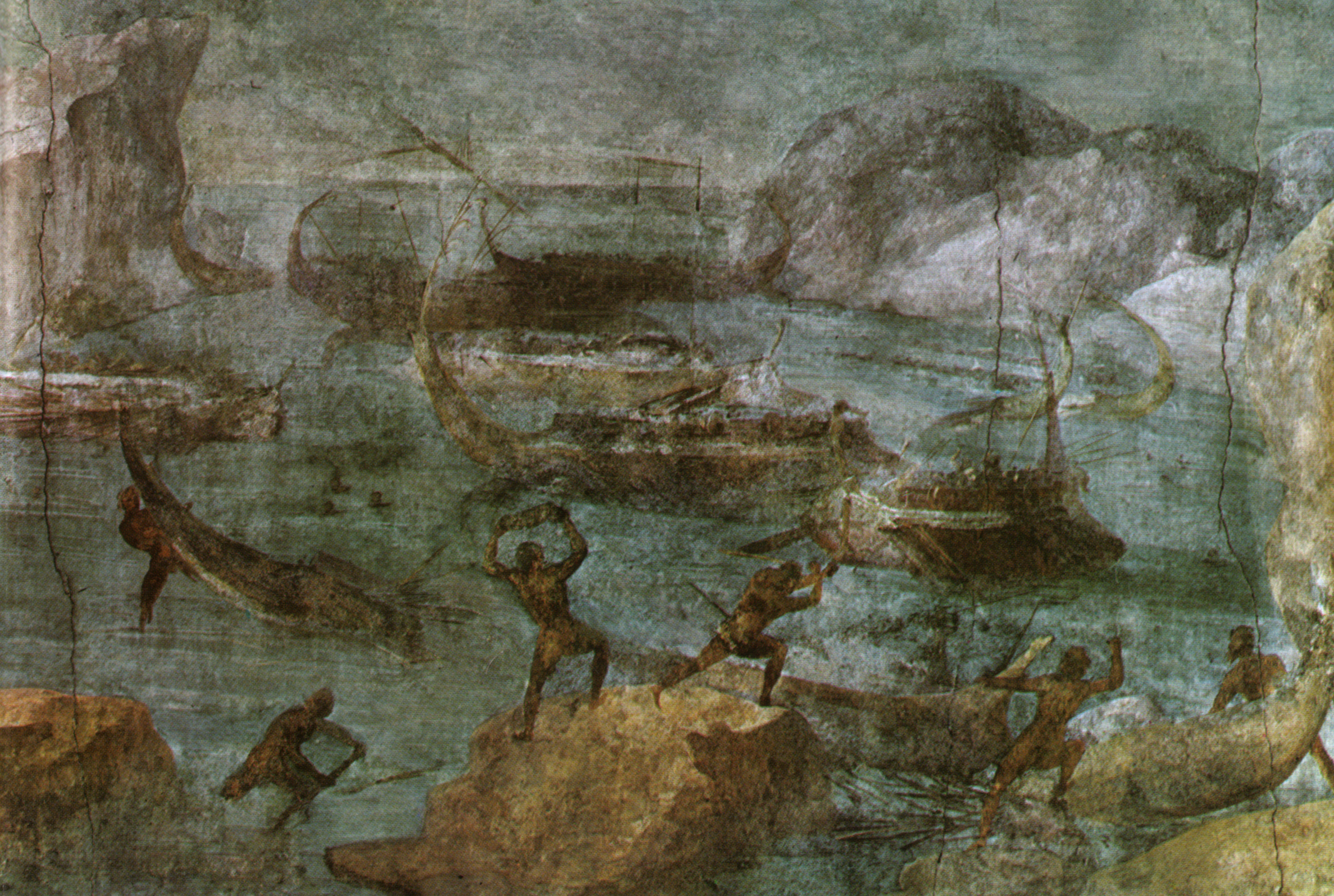
Casa di via Graziosa, scena dell'Odissea (Attacco dei Lestrigoni)

In questo periodo si colloca anche la costituzione di una tradizione pittorica romana. Essa viene detta anche "pompeiana", perché studiata nei cospicui ritrovamenti di Pompei e delle altre città vesuviane sommerse dall'eruzione del 79, anche se il centro della produzione artistica fu sicuramente Roma.
Assieme alle sculture, erano arrivate in Italia anche numerosissime pitture greche e molti pittori si erano trasferiti a Roma dalla Grecia, dalla Siria, da Alessandria. Mentre Plinio il Vecchio si lamentava della decadenza della pittura (intendendo che la vera pittura di merito era quella su tavola, non quella parietale), era già in vigore il "quarto stile", dall'esuberante ricchezza decorativa.
Era tipico per una casa signorile avere ogni angolo di parete dipinta, da cui deriva una straordinaria ricchezza quantitativa di decorazioni pittoriche. Tali opere però non erano frutto dell'inventiva romana, ma erano un ultimo prodotto, per molti versi banalizzato, dell'altissima civiltà pittorica greca.
Si individuano quattro "stili" per la pittura romana, anche se sarebbe più corretto parlare di schemi decorativi. Il primo stile ebbe una documentata diffusione in tutta l'area ellenistica (incrostazioni architettoniche dipinte) dal III-II secolo a.C. Il secondo stile (finte architetture) non ha invece lasciato tracce fuori da Roma e le città vesuviane, databile dal 120 a.C. per le proposte più antiche, fino agli esempi più tardi del 50 a.C. circa. Questo è forse un'invenzione romana. Il quarto stile, documentato a Pompei dal 60 d.C., è molto ricco, ma non ripropone niente di nuovo che non fosse già stato sperimentato nel passato. In seguito la pittura si inaridì gradualmente, con elementi sempre più triti e con una tecnica sempre più sciatta.
Tra gli esempi più interessanti dell'epoca vi sono gli affreschi con scene dell'Odissea dalla Casa di via Graziosa, databili tra il 50 e il 40 a.C., probabilmente delle copie eseguite con diligenza (e qualche errore, come nei nomi in greco dei personaggi) di un originale alessandrino perduto databile attorno al 150 a.C.: in queste opere si nota per la prima volta in ambito romano un disporsi compiuto delle figure nello spazio illusionistico della rappresentazione, che sembra quindi "sfondare" la parete.

#### Mosaico

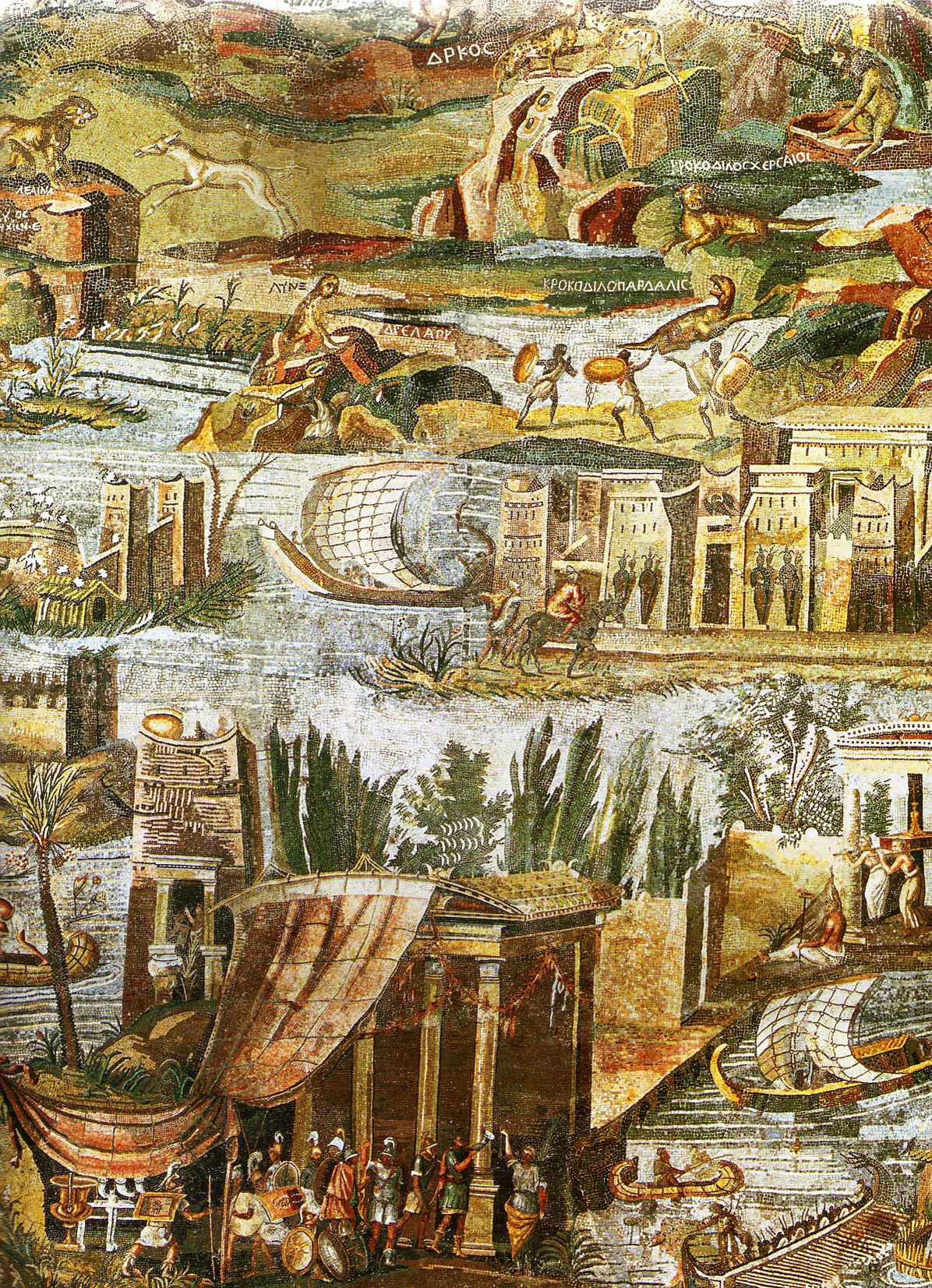
Il mosaico nilotico di Palestrina

Le prime testimonianze di mosaico a tessere a Roma si datano attorno alla fine del III secolo a.C.: anche nel mondo romano questa forma d'arte aveva intenti pratici, per impermeabilizzare il pavimento di terra battuta e renderlo più resistente al calpestìo. Successivamente, con l'espansione in Grecia e in Egitto e quindi con gli scambi non solo commerciali, ma anche culturali, si sviluppò un interesse per la ricerca estetica e la raffinatezza delle composizioni, al punto tale che Plinio scrisse con disprezzo: "Ecco che cominciamo a voler dipingere con le pietre!".
Inizialmente le maestranze provenivano dalla Grecia e portavano con sé tecniche di lavorazione e soggetti dal repertorio musivo ellenistico, come le Colombe abbeverantisi e i Paesaggi nilotici.
Il mosaico parietale nacque alla fine della Repubblica, verso il I secolo a.C., nelle cosiddette "grotte delle Muse", costruzioni scavate nella roccia, interrate o artificiali, dove l'elemento principale era una sorgente o una fontana: si rendeva perciò necessario un rivestimento resistente all'umidità anche sulle pareti. A Pompei ed Ercolano era utilizzato anche per rivestire le esedre, nicchie di grandi dimensioni, semicircolari o talvolta poligonali, spesso ornate con una fontana; si ricorda il mosaico di Nettuno e Anfitrite, nell'omonima casa ad Ercolano, e quello di Venere nella Casa dell'Orso a Pompei: entrambi hanno la particolarità di avere inserite anche delle conchiglie, che richiamano il tema marino raffigurato.
Nel Gatto che ghermisce una pernice, dalla Casa del Fauno a Pompei, vennero utilizzati smalti per arricchire la scala cromatica: questo mosaico è uno dei cosiddetti xenia, "doni ospitali", ovvero piccoli quadri rappresentanti frutta, verdura, pollame, cacciagione, che si usavano offrire gli ospiti.
Soggetto più volte ripreso, forse opera di maestranze egiziane, è il grande Mosaico nilotico di Palestrina, I secolo a.C., nel santuario della Fortuna Primigenia: è una descrizione accurata del corso del Nilo, con scene di caccia, pesca, rituali e banchetti, dove è la luce, e non più la sola linea di contorno, a definire le figure, con effetti luministici accentuati dal velo d'acqua che ricopriva il mosaico.
Già nel I secolo a.C. il mosaico era talmente diffuso che la qualità impoveriva: era ormai presente in tutte le case, con soggetti comuni e poco curati. Mancava l'inventiva dell'artista: sono opere di artigiani che si accontentano di copiare grossolanamente temi conosciuti. Anche le tessere sono grezze e il disegno risulta poco preciso. In questo periodo si fanno più rari gli emblèmata, poiché la decorazione figurata arriva ad occupare l'intera pavimentazione.

### Letteratura latina
(Ettore Paratore, Storia della letteratura latina, 1965)

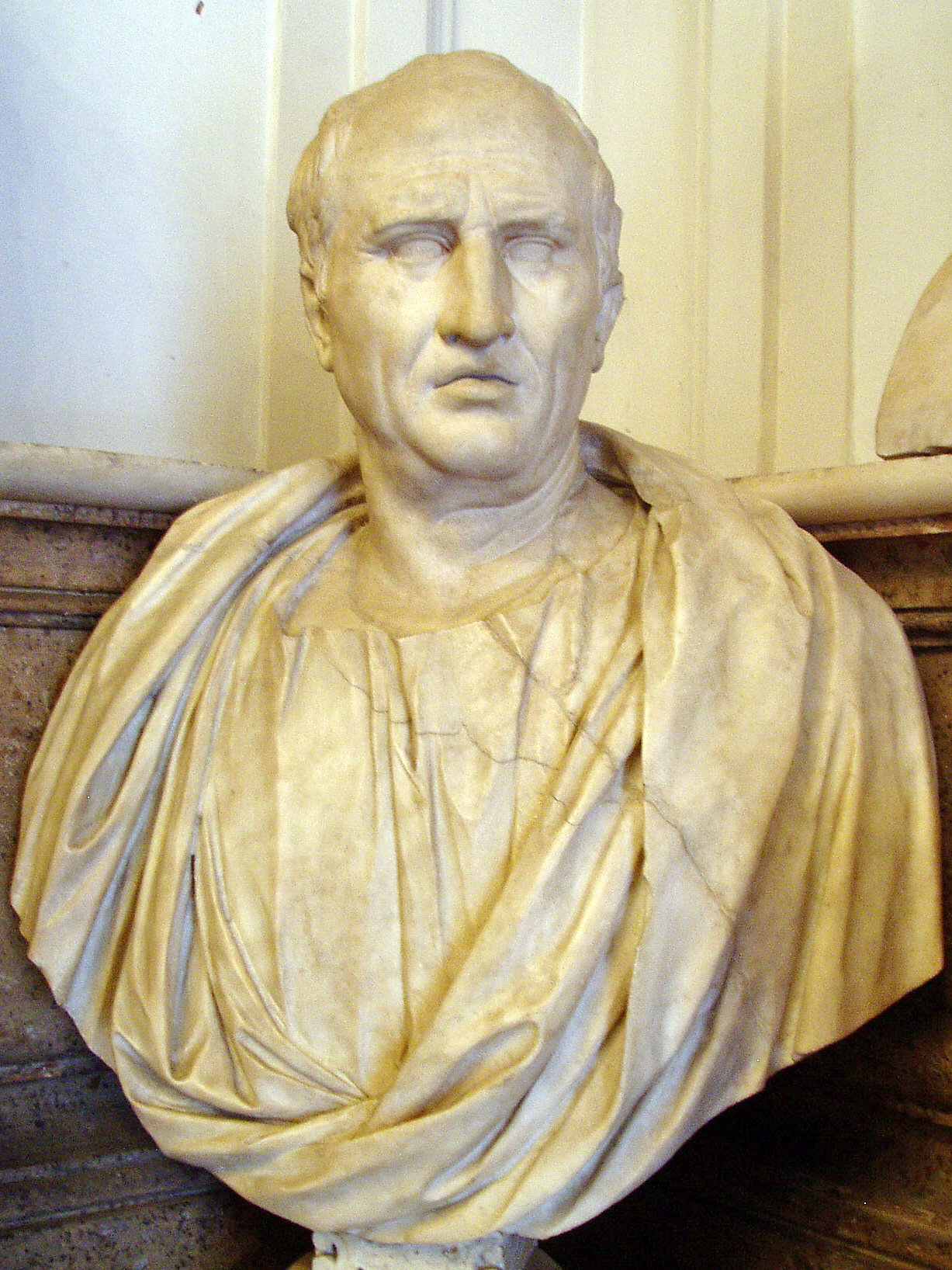
Busto di Cicerone, simbolo della letteratura latina (Musei Capitolini, Roma).

La morte di Silla è l'evento che sembra chiudere un'epoca storica per aprirne un'altra, inizialmente caratterizzata dalla brama di potere degli optimates che scatenò numerose reazioni in tutto il territorio sottomesso da Roma.
Il periodo compreso tra il 78 a.C. ed il 43 a.C. fu caratterizzato da un clima rovente e da un ambiente in cui spiccarono le figure di Sertorio, Spartaco, Mitridate, Lucullo, Catilina, Cicerone, Pompeo, Crasso e Cesare, il grande condottiero che incoraggiò la fusione fra i romani conquistatori e le popolazioni soggiogate.
Fu un'epoca in cui si presentarono grandi novità, sia in ambito civile che letterario: i grandi modelli della letteratura e dell'arte greca, infatti, vennero assimilati e rielaborati in modo tale da essere adeguati alla sensibilità ed alla spiritualità del tempo: il contrasto tra vecchio e nuovo spesso si notò anche nello spirito e nell'opera di uno stesso autore.
Marco Terenzio Varrone detto Reatino (116 a.C.-27 a.C.), definito da Francesco Petrarca il terzo gran lume romano e da Marco Fabio Quintiliano vir Romanorum eruditissimus (l'uomo più erudito fra i romani), rappresentò il più grande consuntivo della civiltà romana tradizionale, basata sull'osservanza del mos maiorum; fu autore, inoltre, di un'analisi della società a lui contemporanea, intrisa di turbinose vicende politiche e di decadenza morale, nella sua opera più caratteristica, i 150 libri di Saturae Menippeae. Varrone fu un autore molto eclettico: le sue opere (circa 74 in 620 libri) sono raggruppabili in opere storiche ed antiquarie, opere di storia letteraria e linguistica, opere didascaliche, opere di creazione artistica; tuttavia, ci sono pervenuti solamente alcuni libri del De lingua latina e i tre libri del De re rustica.
Marco Tullio Cicerone (106 a.C.-43 a.C.), l'autore da cui prende nome questo periodo, fu una delle più complesse e ricche personalità del mondo romano, dominatore della cultura, del pensiero e dell'arte di un'epoca gloriosa. Manifestò la difesa della tradizione politica e culturale dell'età precedente attingendo e rimodernando spunti e teorie da diversi campi della civiltà ellenica, con nuova ricchezza dei mezzi espressivi.
Considerato dai contemporanei il re del foro e da Quintiliano l'exemplum (il modello) a cui si doveva ispirare chi studiava eloquenza, Cicerone, grazie alla sua notevole produzione letteraria (insieme a Varrone, l'autore più fecondo della romanità), alla sua abilità nell'oratoria, alla sua espressione retorica ed al suo ideale di humanitas (basato su un'idea di cultura legata ai più autentici valori umani e sulla dignità della persona), segnò un'orma incancellabile nella storia della lingua latina e si propose come coscienza critica per l'uomo di ogni tempo.
Negli ultimi decenni della repubblica, si assiste a una grande crescita di interesse verso il teatro, che ormai non coinvolge più solo gli strati popolari, ma anche le classi medie e alte, e l'élite intellettuale. Cicerone, appassionato frequentatore di teatri, ci documenta il sorgere di nuove e più fastose strutture, e l'evolvere del pubblico romano verso un più acuto senso critico, al punto di fischiare quegli attori che, nel recitare in versi, avessero sbagliato la metrica. Accanto alle commedie, lo spettatore latino comincia ad appassionarsi anche alle tragedie.